# История Мексики

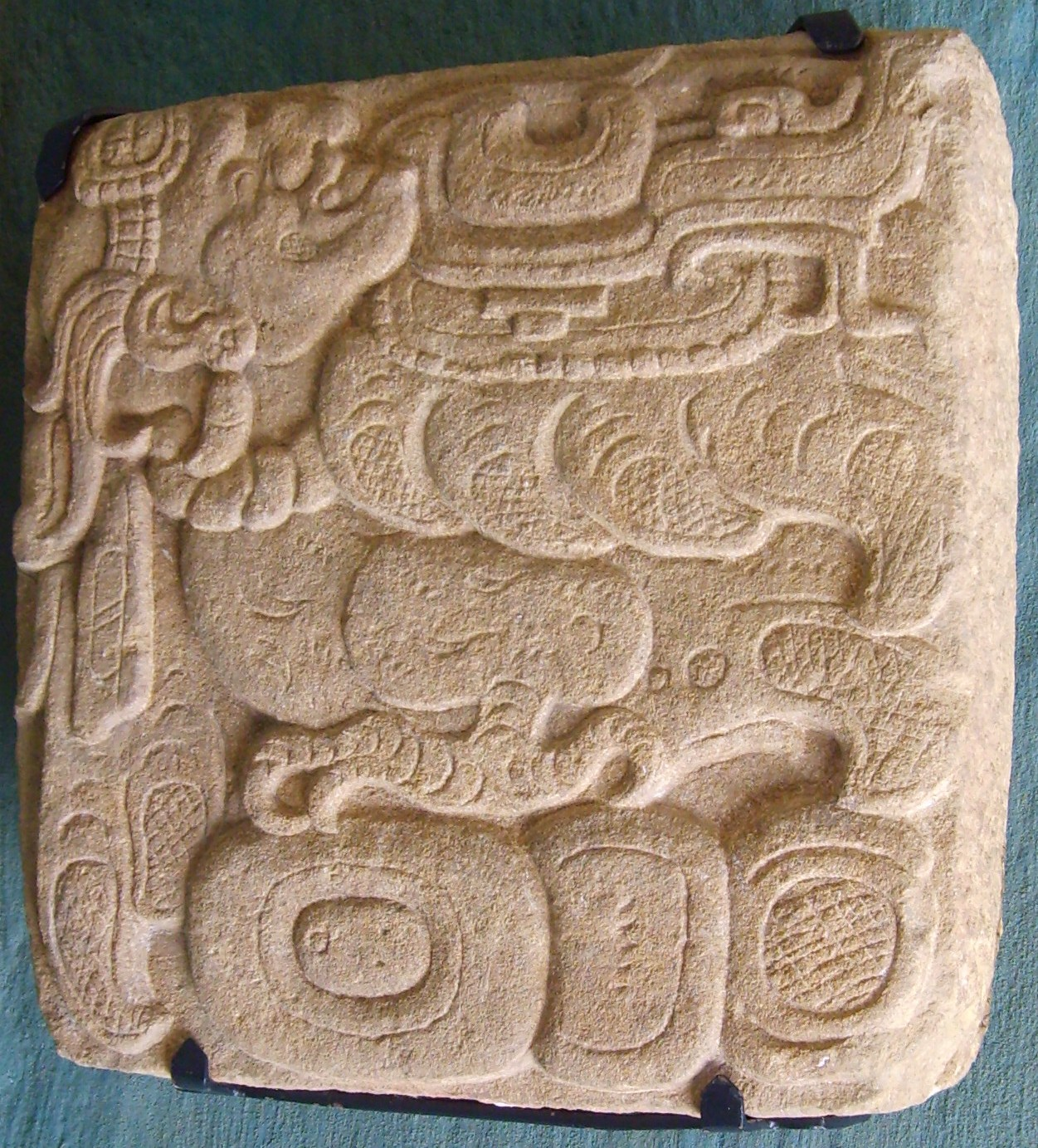
Символ майяского бога созидания и разрушения Ицамны

История Мексики (исп. México, МФА (исп.): [ˈmexiko]; от аст. mexica), насчитывающая несколько тысячелетий и представляющая собой летопись великих культурных достижений и географических открытий, в то же время наполнена трагическими событиями, связанными с военной и политической борьбой.
С момента появления первых поселенцев Мексика была территорией обитания охотников-собирателей. Около 9 тысяч лет назад произошла сельскохозяйственная революция, которая привела к возникновению крупных городов, а затем и древних государств, таких как империя ацтеков и государства майя.
В XVI веке Мексика была колонизирована испанцами. Колониальное правление, продлившееся 300 лет, окончилось освободительной войной и установлением мексиканской монархии, а затем и республики. История Мексики знает периоды гражданских войн, интервенций и диктатур. Новейшая история отмечена экономическим подъёмом и несколькими кризисами, а также политической гегемонией одной партии. В конце XX столетия наметилась тенденция к демократизации, а в XXI веке страна перешла к по-настоящему многопартийной системе.

## Ранний период

### Доисторическая Мексика

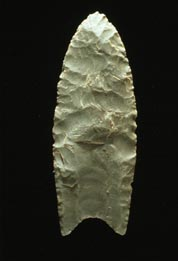
Наконечник культуры Кловис

Согласно современной точке зрения миграция людей в Америку (вслед за растениями и животными) происходила предположительно 24—12 тыс. лет назад через существовавший в то время Берингов перешеек (Берингию) между Сибирью и Аляской.
Начало границы стратиграфического компонента B в пещере Чикиуйте на высоте 2740 метров над уровнем моря в штате Сакатекас (16 605 — 15 615 лет до настоящего времени) предполагает, что занятие этого участка началось после максимума последнего оледенения и вблизи гренландского межледниковья GI-1 — более тёплого периода внезапных, кратковременных климатических колебаний. Предметы же возрастом 30 тыс. л. н., которые выдавались за каменные орудия, на самом деле являются продуктами естественных пещерных процессов (геофактами).
Первые надёжно датируемые следы присутствия человека в Мексике относятся к периоду 12-15 тыс. лет назад. Одна из древнейших стоянок — Уэйатлако, тем не менее, возраст имеющихся там артефактов точно не установлен и в настоящее время служит предметом оживлённых дискуссий. Следует также упомянуть о Текискиаке (ок. 12-15 тыс. лет назад), где были обнаружены грубо обработанные каменные и костные орудия (скребки, лезвия, ножи) вместе с костями животных плейстоценового периода: мамонтов, мастодонтов, американской лошади, бизона, американского верблюда и т. д. Рифлёный наконечник для метательного снаряда культуры Кловис, найденный близ палеолагуны Ла-Салада в штате Сакатекас, датируется возрастом 12 тыс. лет.
Скелет 15-летней девочки (Naia), обнаруженный в затопленной пещере Ойо-негро на полуострове Юкатан оценивается возрастом 10 976±20 лет до настоящего времени (95,4 % доверительный интервал от 12 910 до 11 750 лет до настоящего времени, калиброванная дата). У Найи генетиками была определена митохондриальная гаплогруппа D (субклада D1). Для скелета человека из пещеры Нахарон, расположенной недалеко от Тулума, получена дата 11 570±65 лет до н. э. (68 % доверительный интервал от 13 571 до 13 337 лет до настоящего времени, калиброванная дата). Мужчина из затопленной пещеры Чан Хол на восточном берегу полуострова Юкатан близ древнего города Тулум также жил около 13 тыс. лет назад. ДНК из его костей извлечь не удалось. Череп женщины Чан Хол 3 (Chan Hol 3) из пещеры Чан Хол (штат Кинтана-Роо) был классифицирован как мезоцефальный, как и черепа из тулумских пещер Ойо-Негро, Мукнал и Лас-Пальмас, в отличие от большинства поезднеплейстоценовых/раннеголоценовых американских черепов, большинство из которых были долихоцефальными. Также мезоцефальным был мужчина Chan Hol 2.
Наиболее известные из доисторических культур на территории Мексики — культура Кловис (10-9 тыс. лет до н. э) и традиция Фолсом (9-8 тыс. лет до н. э), обнаруженные в начале XX века. При раскопках на месте этих стоянок были найдены наконечники из камня и кости, каменные ножи и лезвия, а также большое количество останков животных. Люди этих культур занимались охотой и собирательством и кочевали небольшими семейными группами по Северной и Центральной Америке, вслед за сезонной миграцией местных животных. Эти группы собирались вместе, когда охотились на крупного зверя — бизона или мамонта, которого убивали, в частности, загоняя в болото. Впрочем, основной пищей людей этого периода чаще выступали растения и мелкие животные: кролики, лисы, скунсы, ящерицы, черепахи и т. д., — как об этом свидетельствует пещера и стоянка Сьерра де Тамаулипас, расположенная в 240 км от современного Мехико. Артефакты с археологического участка Эль-Фин-дель-Мундо в штате Сонора, наряду с артефактами с участка Обри в округе Дентон в штате Техас (США), являются древнейшими свидетельствами существования культуры Кловис.
В период между 11 000 и 4500 лет назад холодный и влажный климат, характерный для плейстоценового периода, постепенно становился всё более жарким и сухим, начался процесс опустынивания саванны, высыхания озёр, постепенного исчезновения лесного покрова, что, в свою очередь, стало причиной вымирания крупной плейстоценовой фауны. Вынужденные приспосабливаться к новым условиям обитатели, относившиеся к так называемым «пустынным культурам», переходили в большей степени на растительную пищу, о чём свидетельствуют пещеры долины Оахака (9-7 тыс. л. н.), где среди отходов сохранились растения, относящиеся к более чем сотне видов: дикий маис, лисохвост, дикий лук, жёлуди, авокадо, тыква, опунция и т. д. Население в это время по необходимости перешло к полукочевому образу жизни, собираясь в большие группы для сбора урожая дикорастущих овощей и злаков во время периода дождей (май-сентябрь) и разбиваясь на более мелкие группы для охоты в остальные месяцы.

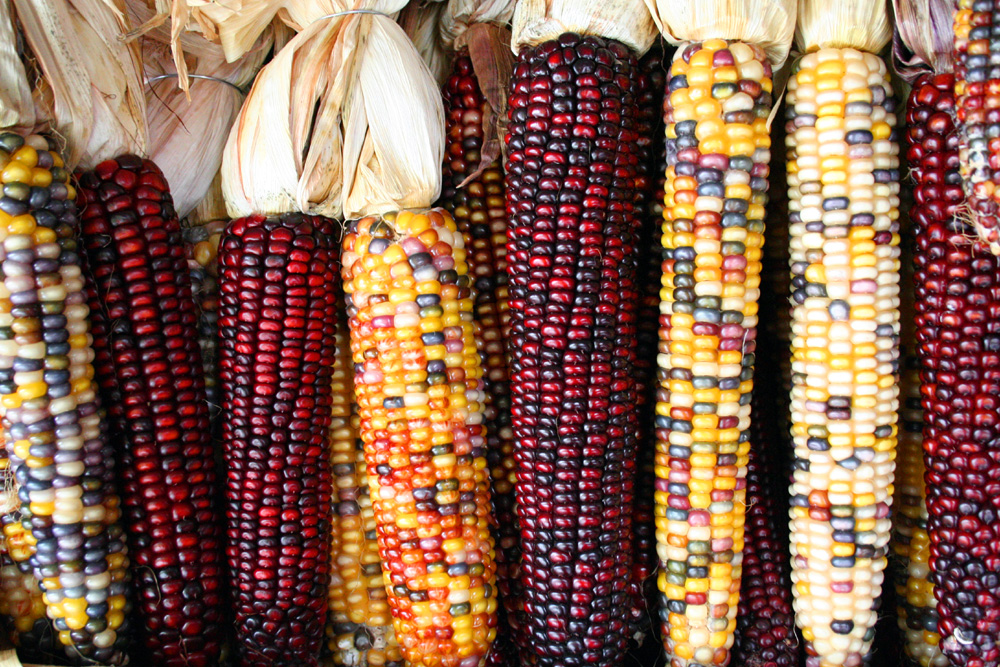
Початки кукурузы

К этому времени относится, например, культура Плано на юго-западе Мексики. Для неё характерны некоторые виды метательных снарядов, которые могли также использоваться как ножи. О внешнем виде палеоиндейцев мы можем судить по хорошо сохранившимся останкам тепеспанского человека (ок. 10-9 тыс. л. н.), тридцатилетней женщины, погибшей, вероятно, во время охоты.
Окончание «палеоиндейского периода» обычно датируют 7000 годом до н. э. В следующий период, называемый архаическим (ок. 7000-2500 л. н.), в горных областях Мексики зарождается традиция культурного выращивания растений. Самоодомашнивание и гибридизация, по всей видимости, происходили в горных областях, где на небольших участках земли сочетались растения, относящиеся ко многим видам. Также благодатную почву для роста они находили в свалках отходов поблизости от мест обитания человека и вокруг стоянок, там, где пепел от сожжённых деревьев щедро удобрял почву. Предположительно в это время, называемое архаическим периодом доколумбовой хронологии, полукочевые племена стали брать с собой корневища и зёрна растений для выращивания их на новых территориях и, возможно, обмениваться ими между собой, добывая для выращивания растения из удалённых мест.
В это же время начинается стихийная, а затем и направленная гибридизация и культивация таких характерных для Месоамерики культур, как кукуруза, тыква, бобы и т. д., о чём свидетельствуют находки в Теуакане и Тамаулипасе. Около 5500-4500 лет назад население долины Теуакана увеличилось вчетверо, что говорит о возрастающей роли растениеводства в жизни людей. Около 3500-2500 лет назад возникли первые элементы оседлости: наряду с охотничьими лагерями появились деревни, состоявшие из 5-10 землянок, располагавшихся, как правило, в долинах рек и представлявших временное жильё для полукочевого населения. К этому же времени относится появление домашней кукурузы, ставшей основной культурой месоамериканских цивилизаций. Около 3 тыс. лет назад появилось ткачество из волокон агавы и хлопка. Свидетельством существования религии в этот период являются многочисленные находки женских статуэток, вероятно, изображавших прародительниц рода или богинь плодородия, а также статуэток воинов и жрецов в ритуальных масках.
Около 2500—1500 лет назад, в предклассическую эпоху, кочевой образ жизни окончательно сменился оседлостью, постоянные деревни насчитывали уже несколько сотен обитателей, появилась примитивная керамика, сменившая более ранние изделия из камня. Развивалось подсечно-огневое земледелие; орошение полей велось при помощи примитивных систем, состоявших из небольших каналов и колодцев, в то время как земледелие всё ещё дополнялось собирательством и охотой, и в течение сухого периода жители покидали деревни, почти поголовно переселяясь во временные охотничьи лагеря. В отличие от Старого Света одомашнивание ездовых животных было почти неизвестно.

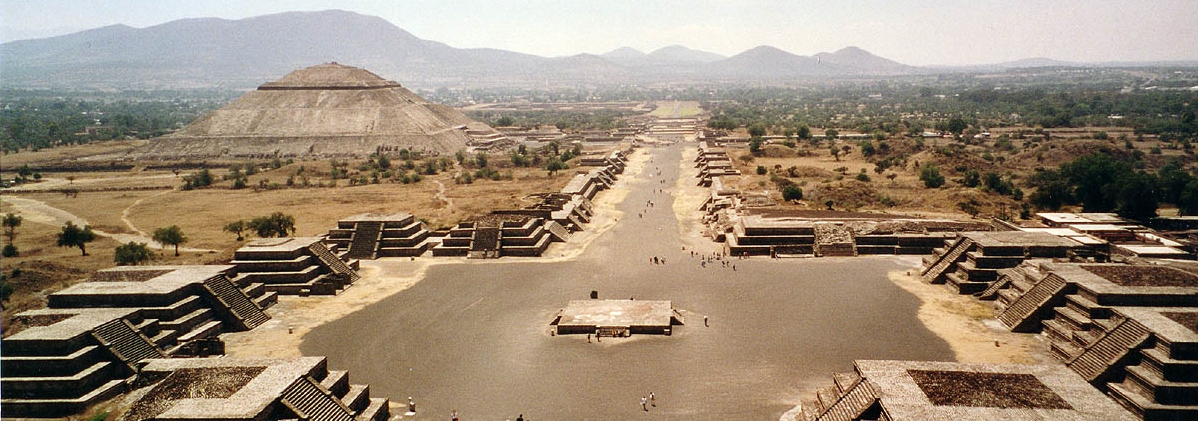
Теотиуакан. Город-государство, образовавшийся примерно в 100 году н. э. и просуществовавший до VII века н. э.

## Предклассическая эпоха
Предклассическая эра в истории Мексики охватывает период с 1.500 года до н. э. до 150 года н. э. К её началу, по всей видимости, относится появление у индейцев социальной стратификации. Причинами усложнения социальной структуры послужили переизбыток населения при ограниченности материальных ресурсов, необходимость разделения труда и организации общества для выполнения сложных работ. Приблизительно этим временем датируются постройки первых храмов, появление поселений ремесленников, а также наполненные украшениями захоронения индейской знати.
Одной из первых индейских культур, «материнской культурой» Мексики, была цивилизация ольмеков, проживавших на побережье Мексиканского залива со II тыс. до н. э. по 400 год н. э. Слово «ольмеки» ацтекского происхождения, и обозначает «люди из страны каучуковых деревьев», от olli — каучук. Первым по времени центром городской культуры ольмеков был Сан-Лоренцо. Культовый центр этой цивилизации, расцвет которого пришёлся на VIII—IV века до н. э., располагался на территории нынешнего штата Табаско. Там были найдены несколько пирамид (высоты до 35 м), вымощенные ценными породами камня культовые площадки, склепы, церемониальные тайники, алтари и стелы, а также 5 гигантских скульптурных человеческих голов из базальта. Последним по времени стал Трес-Сапотес.
Влияние ольмекской цивилизации на историю Месоамерики трудно переоценить: ольмеки, по всей видимости, первыми изобрели идеографическую письменность, перешедшую затем к великим цивилизациям более позднего периода, научились строить фундаментальные сооружения, они же, благодаря астрономическим наблюдениям, сумели разработать солнечный календарь, без изменений перешедший затем к ацтекам и майя, и т. н. систему «длинного счёта» а также счёт по к’атунам или двадцатилетиям, дата начала которого — 4 Ахау 8 Кумху также легла в основу всей индейской историографии. Ольмеки познакомили окрестные племена со священной игрой в мяч, которую испанцы застали у более поздних цивилизаций.

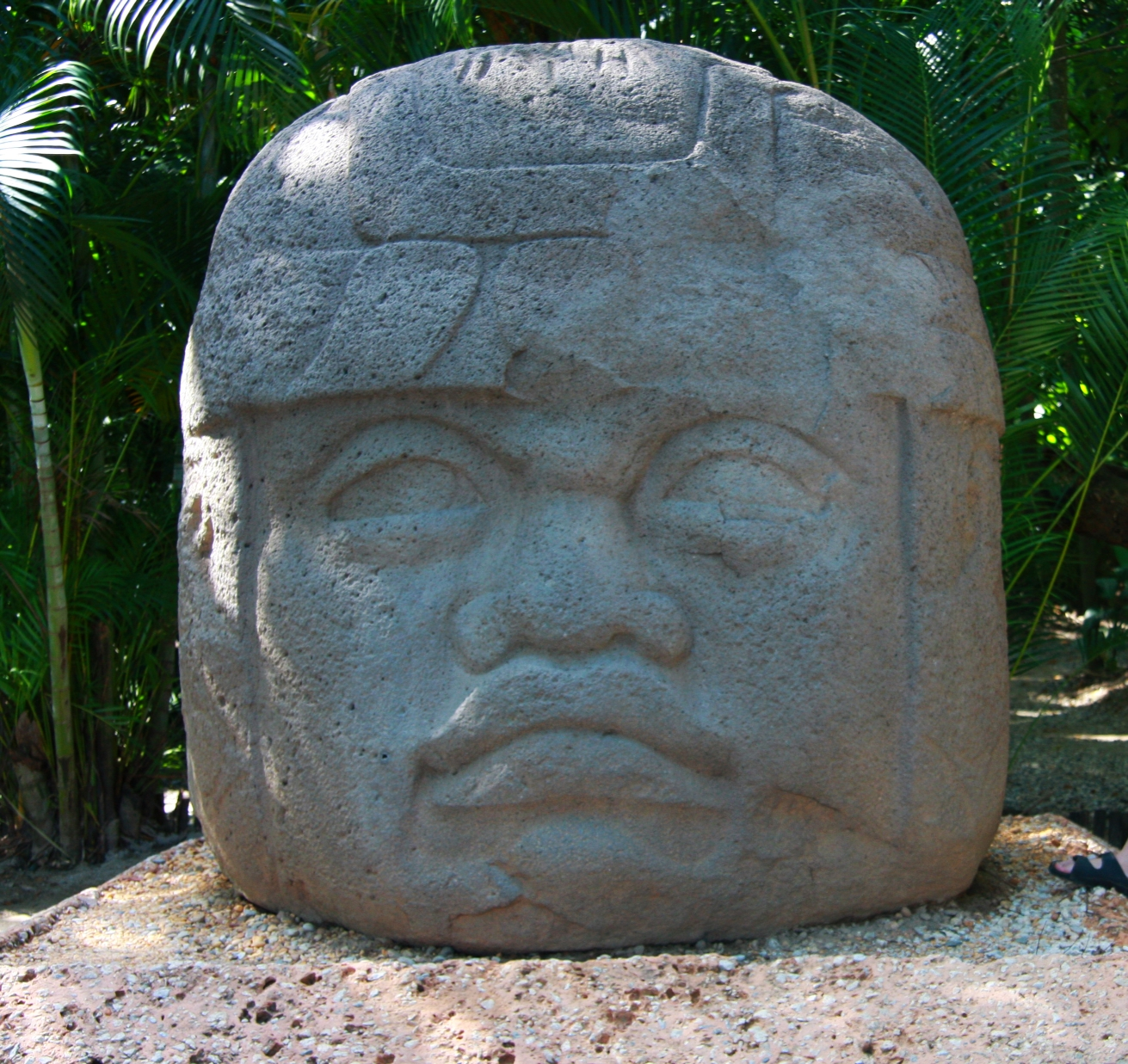
Ольмекская голова, Ла-Вента

Гораздо хуже ольмекской известна древняя цивилизация сапотеков, возникшая около 500—450 года до н. э., центр которой находился в Монте-Альбане. Там располагался знаменитый «Храм танцующих», стены которого испещрены письменами, не дешифрованными до нынешнего времени. И наконец, созданная неизвестным народом культура Исапы полагалась переходной к классической эре. В ней отразились черты, свойственные как ольмескому типу, так и цивилизациям более позднего времени.

## Классическая эпоха
Классическая эпоха в Мексике началась около 150—400 года (причём начало её варьировалось в зависимости от степени развития местной культуры) и продолжалась до 900 года. В Мексике её прежде всего характеризует расцвет Теотиуакана, ставшего шестым по размеру городом на земном шаре. Оставаясь народом, живущем ещё в новом каменном веке, теотиуаканцы сумели возвести действительно огромный ансамбль домов и храмов, среди которых особенно выделяются пирамида Солнца и пирамида Луны, сохраняющиеся до сих пор. Вопрос, какой народ стал основателем этого города, остаётся открытым и поныне. Испанские источники считали таковым индейцев-тотонаков, местные же племена единодушно объявляли его создателями божественные силы. Доказано, что город испытал на себе сапотекское влияние, причём божества этого народа почитались в бедняцкой части города. Возможно, пёстрое население Теотиуакана составляли и другие народности.

### Майя
История цивилизации майя прослеживается с раннего предклассического периода (ок. II тыс. до н. э. — I тыс. до н. э.), в средний предклассический период (I тысячелетие до н. э. — 400 год до н. э.) возникли первые государственные образования. Индейцы майя распространили своё влияние на полуостров Юкатан и территории современных Гватемалы, Белиза, Гондураса, Сальвадора и нескольких штатов Мексики. На этих землях проживало несколько племён, унаследовавших одну культуру, но имевших региональные различия. Самыми многочисленными из них были майя, киче, уастеки, какчикели, чонталь, лакандоне, ица. Наибольшего расцвета майя достигли в VII—VIII вв. н. э.
3-4 тыс. лет назад майязычные народы уже населяли юго-западную часть Гватемалы. В истории майя можно выделить два периода: классический, или Древнее царство (рубеж н. э. — IX в.), — эпоха расцвета, и постклассический, или Новое царство (X — середина XVI вв.), — майя-тольтекский период.
Важное место в жизни майя занимали городские центры, древнейшие из которых Тикаль, Уашактун, Балакбаль, а наиболее известные — Копан, Чичен-Ица, Майяпан. Майянист Ю. В. Кнорозов считал, что сначала существовал ряд городов-государств майя с небольшой подконтрольной территорией. В дальнейшем они объединялись в военные и политические союзы, которые быстро распадались. Союзы эти помимо необходимости отражения угрозы нашествия других племён объединяла общность религиозных представлений. Из-за большой важности этих двух факторов власть в майянском обществе принадлежала жрецам и знатным воинам. Класс свободных общинников разделялся на зажиточную и обедневшую группы. Майя имели рабов, большая часть которых принадлежала знати.
Майя использовали подсечно-огневое и напоминавшее чинамповое земледелие, выращивали кукурузу, помидоры, батат. На высоком уровне было развито ткачество, особое место занимало гончарное дело, ценился труд архитекторов, камнерезов, скульпторов, художников.

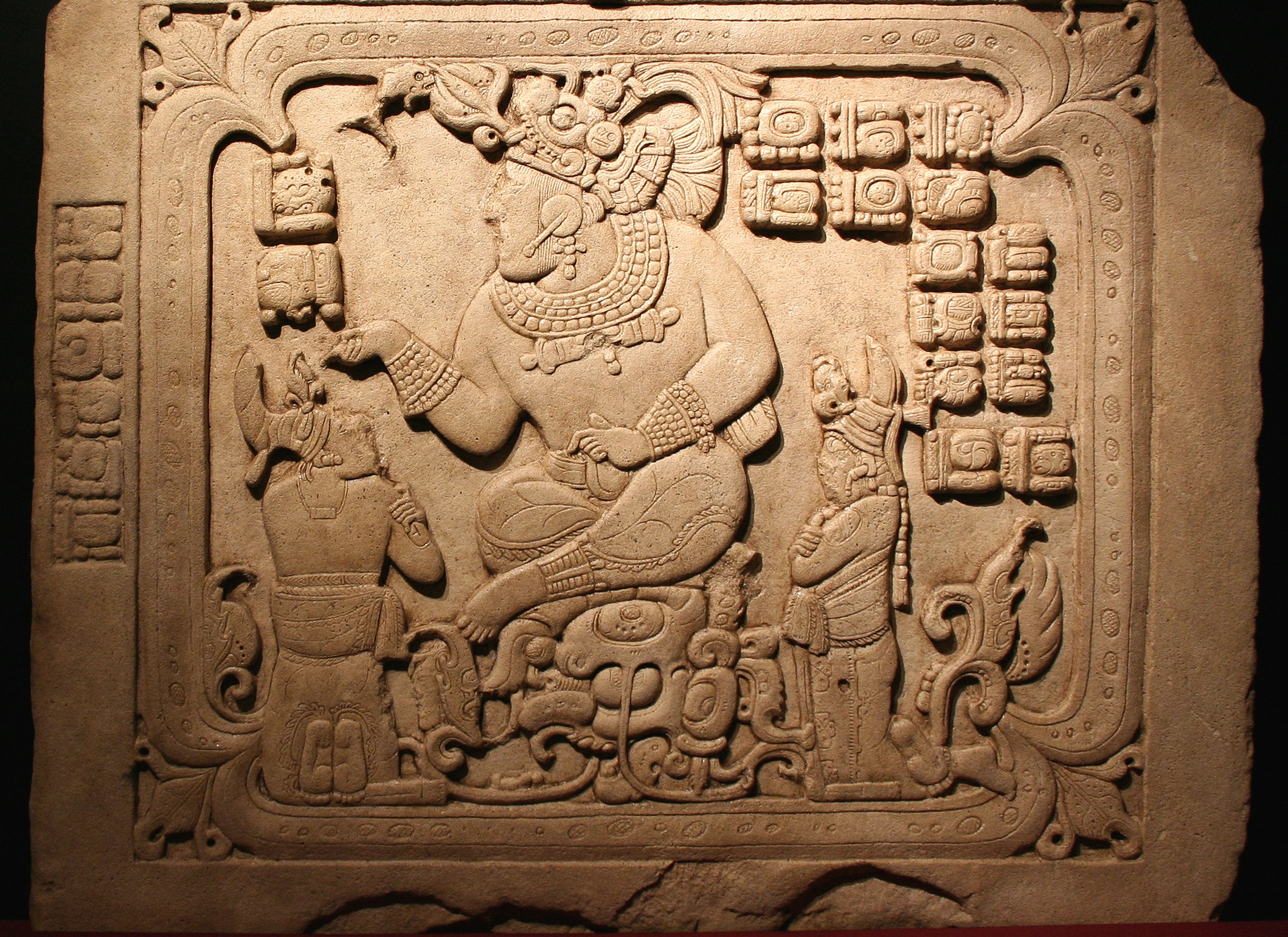
Панель из Канкуэна, изображающая майянского правителя

Пантеон состоял из доброжелательных и злых богов. Среди небесных божеств главным был Владыка мира, бог дня и ночи — Ицамна. Майя почитали бога дождя Чака, бога солнца Кинич Ахау, богиню луны Иш-Чель, бога ветра Кетцалькоатля, бога кукурузы Ах-Муна.
Интеллектуальными достижениями доколумбовой Америки были созданные народом майя системы письма и счисления времени, а также изобретение цифры ноль.
Конец I тыс. н. э. стал периодом упадка культуры майя, наиболее вероятной причиной которого считается вторжение племён пипилей и тольтеков из Центральной Мексики. Многие города были оставлены, но на полуострове Юкатан возникла смешанная майя-тольтекская культура. В XI веке возник триумвират городов-государств северного Юкатана: Чичен-Ица, Ушмаль, Майяпан — Майяпанская лига.
Около 900 года на майяских землях, как предполагается, случилась катастрофа, причины которой до сих пор не ясны. Хорошо известно лишь, что города майя были покинуты населением, священные памятники частью сожжены, частью низвергнуты с пьедесталов, при этом следов иноземного завоевания обнаружено не было. «Тайна покинутых городов» в современной науке чаще всего объясняется эрозией почвы как результата хищнической эксплуатации. Наступивший затем голод вынудил население покинуть эти территории. Государству майя был нанесён такой удар, от которого оно уже не смогло оправиться.
С X по XIII век майя-тольтекской столицей была Чичен-ица. Она известна несколькими архитектурными сооружениями: храмом Кукулькана, башней Караколь, самым крупным в Месоамерике стадионом для игры в мяч, храмом воинов, стеной черепов и священным колодцем.
В конце XII века на полуострове осложнилась политическая ситуация. Правители Чичен-Ицы увеличили размер дани, поступавшей от подконтрольных городов и селений. Вкупе с необходимостью делать человеческие жертвоприношения в священном колодце это вызвало негодование местных жителей. Согласно майянской книге пророчеств «Чилам-Балам» правитель Майяпана Ах Меш Кук отправил в Чичен-Ицу в качестве жертвы своего военачальника Хунак Кееля. Однако, Хунак Кеель вынырнул из колодца, объявив, что разговаривал с богами, и те назначили его правителем Майяпана. Воцарившись в Майяпане, Хунак Кеель в 1178 году подверг Чичен-Ицу опустошению. Так власть в Майяпане перешла к майя-тольтекской династии Кокомов, правивших до 1461 года, когда правление захватили Шивы из Ушмаля. К концу XIV века Чичен-Ица, придя в упадок, обезлюдела, а к середине XVI века город лежал в руинах.
В XV веке на Юкатане образовалось более десяти враждовавших мелких городов-государств, а в конце этого же века над майя нависла угроза завоевания ацтекским государством. Вторгшиеся в Мексику испанцы обнаружили лишь остатки некогда могущественной цивилизации.

## Постклассическая эпоха
Постклассической эпохой в истории Мексики называется период времени от 900 года вплоть до испанского завоевания. Это время ознаменовалось для Центральной Америки началом эры металлов, первым из которых, как и в Старом Свете, стала медь. Археологические находки того времени являют собой кованые и литые изделия, полученные методом литья по выплавляемым моделям. Из меди, а позднее из иных металлов (включая золото) изготовлялись украшения, орудия труда, оружие. В это же время война, вспыхивавшая ранее лишь эпизодически, становилась едва ли не основным занятием поздних цивилизаций, её предназначением служили как территориальная экспансия, так и захват пленников, необходимых для кровавых жертвоприношений, в это же время получивших невиданное прежде распространение.

### Тольтеки-чичимеки
Постклассическая эпоха началась со вторжения северных варваров, в индейских манускриптах называвшихся чичимеками, то есть «собачьими детьми». В доколумбовой Америке это имя не считалось зазорным, более того, множество поздних правителей считало для себя почётным чичимеское происхождение.

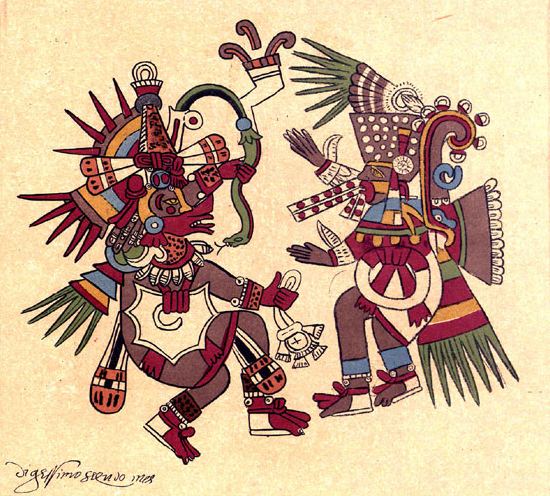
Кетцалькоатль и Тескатлипока из Бурбонского кодекса, стр. 22

В современных исторических работах преобладает идея, что чичимеки представляли собой пёструю смесь племён, потомков ранних «пустынных цивилизаций», промышлявших собирательством и охотой на мелкую дичь. Эту вторую волну переселенцев заставили двинуться на Юг засуха и вызванный ею голод. Из раннего племенного союза достаточно быстро выделились тольтеки (чьё имя предположительно значит «строители» или «стратеги»), прародиной которых предположительно были земли к западу от Сьерра-Мадре. Они основали мощное государство, столицей которого стала Тула. Тольтеки (или тольтеки-чичимеки) взяли в свои руки торговлю обсидианом, даже в начале эры металлов все ещё бывшим высоко ценимым сырьём, использовавшимся для изготовления орудий труда и оружия. Тула превратилась в центр добычи и торговли обсидианом, распространившейся на всю территорию нынешней Мексики.
Полулегендарный Топильцин, «высокий белокожий и чернобородый» выдающийся организатор и правитель был свергнут с трона и проиграл в междоусобной войне своему сопернику Тескатлипоке, после чего правильно организованное правление сменилось анархией и смутой. Впрочем, Топильцину удалось вернуть себе престол, который он сохранял уже до конца жизни. Легенда рассказывала, что в преклонных годах он принёс себя в жертву, бросившись в костёр в царском платье и маске из перьев, предварительно пообещав вернуться.
Уже позднее Топильцин был отождествлён с богом Кетцалькоатлем, а легенда о его возвращении сыграли для позднейших индейских царств роковую роль. Слава тольтекского государства была столь велика, что даже после его окончательной гибели более поздние цивилизации возводили своё происхождение к тольтекам, видя в своих правителях продолжателей священной традиции.

### Ацтеки
Ацтеки, создавшие одно из могущественных государств доколумбовой Америки, покорили многие племена Центральной Мексики. Их прародина, которую они называли островом Ацтлан, скорее всего находилась на побережье и островах, прилегающих к северной части Калифорнийского залива. Ацтекская цивилизация на первоначальном этапе была созданием семи племён: аколуа, текпанека, тласкальтека, тлауика, шочимилька, чалька и охотничьих племён ацтеков, оказавшихся самыми воинственными.

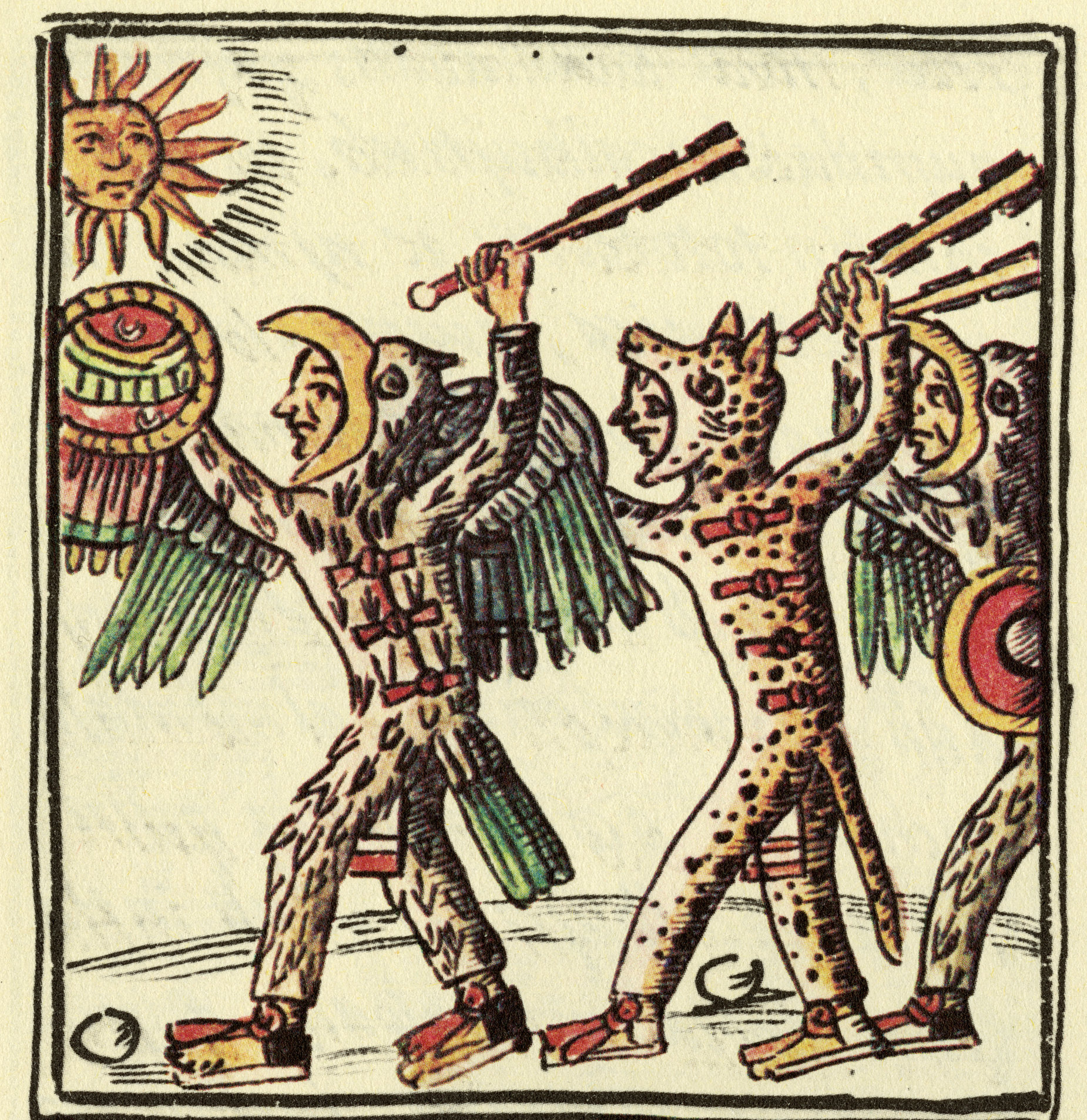
Воин-ягуар между двумя воинами-орлами

Высшее положение в ацтекском обществе занимали император — тлакатекутли, и его приближённые. Формально император являлся выборным, однако, на практике эта должность стала передаваться по наследству. Следующее место в иерархии занимали жрецы, возвышавшиеся над знатью, торговцами, свободными членами общества, связанными с тяжёлым физическим трудом, и рабами.
Каждое племя обычно делилось на двадцать территориальных общин. Часть земель (альтепетлальи) обрабатывалась коллективно, а другая (тлальмильи) — индивидуально, эти наделы выдавались главе семьи в пожизненное пользование, а после его смерти возвращались в общинный фонд. Ацтеки использовали дренажные работы, искусственное орошение, каналы. В неглубоких озёрах с помощью покрытых илом и привязанных к сваям тростниковых плотов создавались сады и огороды — чинампас. Столица ацтекской империи — Теночтитлан (современный Мехико), построенная посреди озера, соединялась с берегом мостами и дамбами и имела вместо улиц каналы. Сохранились остатки акведуков, подававших питьевую воду. Были развиты обработка камня и дерева, ткачество, изготавливалась полихромная керамика, получила развитие скульптура.
Верование ацтеков в сравнении с другими племенами были достаточно оригинальны. Главное место в пантеоне занимал бог войны Уицилопочтли. Среди важнейших богов были Тескатлипока, Тлалок, Тонатиу, Метчтли, Кетцалькоатль, Синтеотль, Миктлантекутли и Миктлансиуатль. Практиковались человеческие жертвоприношения, необходимые, чтобы питать Солнце кровью.
В долину Мехико ацтеки пришли во второй половине XII века. Они не могли конкурировать с самыми сильными городами-государствами — Аскапоцалько и Кольуаканом, поэтому с 1250 года по 1298 год ацтеки находились на службе у первого, а затем перешли под покровительство второго.
Войны являлись практически повседневным занятием ацтеков, они позволяли захватывать пленных и приносить их в жертву богам. Ацтекское вооружение состояло из лука, пращи, копья, палицы и кремнёвого тесака. В 1323 году за военные успехи правитель Кольуакана отдал в жёны ацтекскому вождю свою дочь, однако, ацтеки принесли её в жертву Уицилопочтли, после чего были изгнаны из владений Кольуакана. Предание ацтеков гласит, что они должны были поселиться в месте, которое укажет орёл, сидевший на кактусе и поедавший змею. Это предначертание сбылось на одном из островов Тескоко 18 июля 1325 года, где и возник Теночтитлан. Часть ацтеков, отделившись, основала соперничавший город Тлателолько. В 1367 году ацтеки вновь перешли на службу к тепанекскому городу Аскапоцалько.

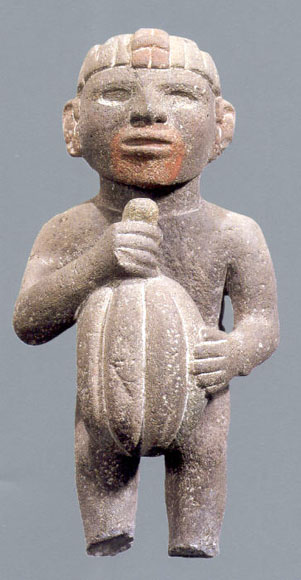
Ацтекская статуэтка мужчины, держащего плод какао

Официальным годом создания империи считается 1376 год. В 1428 году усилившиеся ацтеки под предводительством Ицкоатля напали на тепанеков, разгромив их и разорив Аскапоцалько. В 1434 году была создана тройственная лига (союз) — триумвират Теночтитлана, Тескоко и тепанекского Тлакопана, локальные войны отошли в прошлое. С 1440 года по 1469 год ацтеками правил племянник Ицкоатля Монтесума I. Ведя жестокие войны, он расширил сферу влияния Теночтитлана. После смерти Монтесумы к власти пришёл его внук — Ашайякатль, возможно, реальная власть в период с 1469 года по 1477 год находилась у матери Ашайякатля — Атотоцтли. Ашайякатль совершил от 14 до 37 военных походов, в 1473 году Теночтитлан покорил Тлателолько и долину Толуки, но потерпел неудачу в борьбе с тарасками. Восьмым правителем теночтитлана стал Ауисотль, при котором военная экспансия достигла наибольшего размаха. К концу XV века ацтеки покорили почти всю Центральную Мексику, наибольших размеров их государство достигло при племяннике Ауисотля — Монтесуме II. К моменту испанского завоевания возглавляемые им ацтеки играли основную роль в тройственной лиге, и, вероятно, в этот же период завершилось формирование единой империи.

### Иные племена
Ацтекскому натиску смогли противиться немногие. Однако отстоять свою независимость вплоть до испанского завоевания смогли индейцы-тараски, чьи земли граничили на юге и западе с ацтекским государством. Население их столицы, Мичоакана («Города повелителей рыб»), являло собой пёструю смесь племён, в которой кроме тарасков были представлены и множество малых этнических групп, говоривших на языках науатль. Главой государства у тарасков был царь или «касонси», в чьих руках сосредотачивалась как военная, так и жреческая власть. Общество делилось по профессиональному признаку: на каменщиков, врачей, изготовителей музыкальных инструментов и т. д., представители которых имели право присутствовать при дворе. Кроме того, тараски имели наёмных шпионов при вражеских монархах.
Миштеки занимали горный район на севере и на западе нынешней провинции Оахака, постепенно расширяя зону своего влияния с помощью искусной дипломатии и династических браков, к 1350 году им удалось установить своё влияние на всей территории современной Оахаки. О богатстве и пышности миштекской столицы Монте-Альбан свидетельствует фантастическое даже по современным меркам убранство «могилы номер семь», найденной в этом городе.
Об индейцах-уастеках известно сравнительно мало, кроме того, что их силы и влияния хватило на то, чтобы не только распространиться, но и удержать за собой территорию от гор Сьерра-Мадре до Мексиканского залива. И наконец, в Митле продолжало существовать сапотекское государство постклассической эпохи.
Развитие всех этих цивилизаций было прервано испанским завоеванием.

## Завоевание Мексики
После первых двух разведывательных экспедиций Франсиско Эрнандеса де Кордобы (1517 г.) и Хуана де Грихальвы (1518 г.) испанцы узнали о богатой золотом стране ацтеков. Для её покорения губернатор Кубы Диего Веласкес де Куэльяр решил организовать новый поход, командующим которого был назначен Эрнан Кортес. Испанцы располагали 11 судами, армия Кортеса включала 553 солдата, 110 матросов, 200 индейцев-носильщиков и кавалерию из 16 лошадей. Артиллерия состояла из 10 тяжёлых пушек и 4 фальконетов, на вооружении имелось 32 арбалета и 13 аркебуз.
В феврале 1519 года экспедиция направилась уже известным маршрутом к побережью Юкатана. На острове Косумель произошёл первый контакт конкистадоров с индейцами майя. Отряд испанцев под началом Педро де Альварадо, прибывший раньше других, разграбил местный храм и дома аборигенов. Кортес наказал Альварадо, а награбленное велел вернуть, чем заслужил расположение индейцев. Далее экспедиция пошла вдоль побережья, 14 марта было достигнуто устье реки Табаско, где после военных столкновений с табасками Кортес получил от местных правителей подарки: много золота и 20 женщин (см. Малинче).

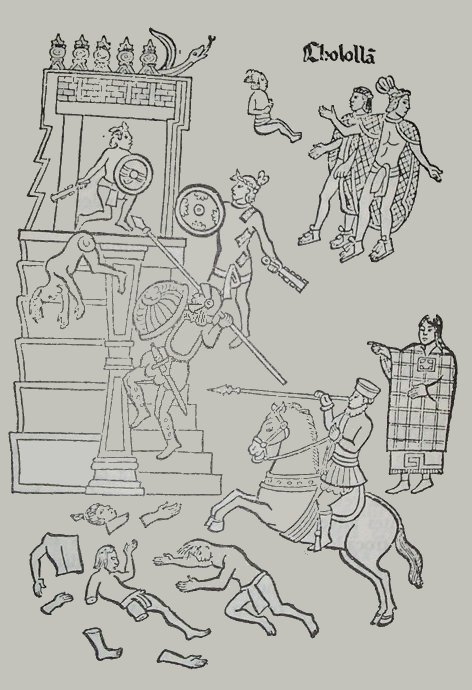
Резня в Чолуле. Индейское изображение

Заключив с табасками мир, конкистадоры погрузились на корабли и 21 апреля 1519 года разбили лагерь на месте нынешнего Веракруса. Бо́льшую часть армии Кортеса теперь составили союзные племена тотонаков, покорённых ацтеками, но желавших освободиться от их гнёта.
16 августа 1519 года испанцы выступили на Теночтитлан. Кортес располагал 400 пехотинцами, 15 лошадьми и 6 пушками, его сопровождали 1 тыс. 500 воинов-тотонаков. Сильного союзника конкистадоры обрели в Тласкале, независимом горном княжестве, ведущем войны с Ацтекской конфедерацией. В октябре 1519 года армия Кортеса достигла Чолулы. Узнав о том, что на них готовится засада, испанцы устроили резню местного населения и частично сожгли город.
В Теночтитлан испанцы вошли 8 ноября 1519 года и были любезно встречены тлатоани ацтеков — Монтесумой II. Монтесума наградил конкистадоров множеством подарков, их разместили в одной из императорских резиденций. Кортес в своих отчётах утверждал, что местные жители приняли его солдат и его самого за посланцев бога Кетцалькоатля, поэтому поначалу не оказывали сопротивления. Однако, после нападения индейцев на гарнизон Веракруса Кортес принял решение захватить правителя ацтеков в заложники. Монтесуму убедили принести присягу в верности Карлу V.
Вскоре губернатор Веласкес отправил флот из 18 каравелл, чтобы захватить Кортеса и доставить его на Кубу. Посланный им отряд насчитывал 900 человек, из них 80 всадников, и был вооружён пушками и аркебузами. Командовал отрядом Панфило де Нарваэс. Кортес выдвинулся ему навстречу, оставив бо́льшую часть своих сил под управлением Альварадо в Теночтитлане. С помощью подкупа солдат Нарваэса Кортес одержал победу и пополнил свою армию. Но в его отсутствие в Теночтитлане вспыхнуло восстание индейцев.
20 мая 1520 года во время праздника в честь Уицилопочтли Педро де Альварадо приказал перебить собравшуюся в главном храме индейскую знать. В бойне погибло от 600 до 1.000 человек. В результате поднятого мятежа испанцы оказались осаждёнными во дворце, где находился Монтесума. 24 июня в Теночтитлан вернулся Кортес, беспрепятственно пропущенный во дворец. 27 июня конкистадоры прибегли к помощи императора, заставив его обратиться к своему народу с призывом прекратить борьбу. Монтесума был ранен пущенным из возмущённой толпы камнем и скончался через несколько дней. 1 июля 1520 года испанцы были вынуждены бежать. Они снова атаковали город в начале июня 1521 года.
13 августа Теночтитлан пал. Последний император ацтеков Куаутемок был пленён, а город разрушен. Многие ацтеки умерли от оспы, завезённой европейцами. Завоеватель города Эрнан Кортес объявил его владением короля Испании. Вместе с Теночтитланом пала и империя ацтеков.

## Колониальный период
Падение империи ацтеков ознаменовало новую эпоху в истории Мексики — период 300-летнего испанского владычества, известный как Новая Испания. В состав Новой Испании входили современные территории Мексики, юго-западных штатов США (а также Флориды), Гватемалы, Белиза, Никарагуа, Сальвадора, Коста-Рики, Кубы. Кроме того, в её подчинении находились Филиппины и различные острова в Тихом океане и Карибском море. Столица располагалась в Мехико, назначаемый вице-король подчинялся непосредственно монарху Испании. При вице-короле находился совещательный орган — аудиенсия, обладающий одновременно административными и судебными полномочиями. Юрисдикция аудиенсии Мехико распространялась на южную часть страны, а юрисдикция аудиенсии Гвадалахары — на северную.

Новая Испания с 1763 по 1801 год:
до 1763 года
территории, присоединённые после 1763 года

Население Новой Испании по данным Александра фон Гумбольдта составляло на 1803 год 5,8 млн человек. Однако, современные исследователи считают, что его численность не достигла этой цифры и к 1810 году, когда она равнялась 5-5,5 млн человек. Основная масса населения колонии в этот период состояла из её уроженцев, большинство которых были индейцами.
Первое столетие после конкисты было обозначено резким сокращением численности коренных жителей, что заставило колонизаторов, нуждавшихся в рабочей силе и налогоплательщиках, перейти от прямого ограбления и истребления индейцев к их организованной эксплуатации, которая приобрела феодализированную форму. В результате этих изменений со второй половины XVII века начался медленный прирост аборигенного населения, и к началу XIX века его численность достигла уже 2,3-2,4 млн человек. Испанское законодательство признавало за индейскими общинами («эхидо») право владения землёй, запрещая её отчуждение без санкции властей. Однако, имел место и захват испанцами общинных земель с последующим юридическим оформлением. Индейцы также считались лично свободными. В соответствии с законодательством труд их подлежал оплате и не должен был быть чрезмерно тяжёлым, хотя на практике это не всегда соблюдалось.
С начала XVII века на индейцев налагалась принудительная трудовая повинность (репартимьенто или куатекиль) в виде работы на рудниках, промышленных предприятиях и плантациях, строительства. Для этих целей власти выделяли определённое число мужчин в возрасте от 15 до 60 лет. С индейцев взималась подушная подать — трибуто, которую на рубеже XVIII и XIX веков платили один раз в год в размере двух песо все женатые мужчины от 18 до 50 лет, за исключением наследственных старейшин касиков, старост селений и других должностных лиц. Холостяки и одинокие женщины облагались податью в два раза ниже. Индейцам, согнанным со своих земель, приходилось наниматься батраками, другим за пользование землёй надо было отдавать часть урожая. В обоих случаях индейцы со временем становились наследственными долговыми рабами — пеонами.

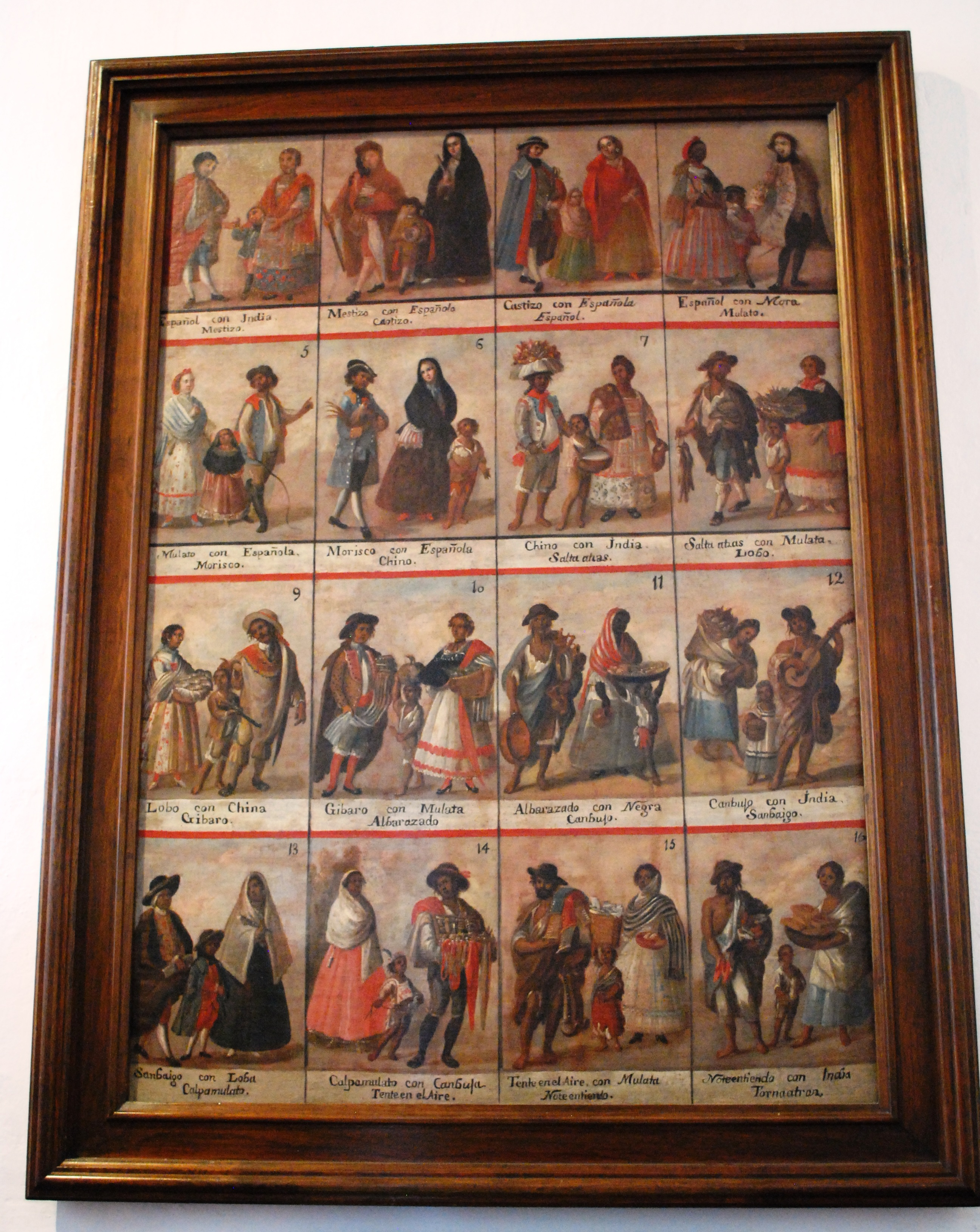
Изображение представителей смешанных рас, населявших Новую Испанию

Также на плантациях, на промышленных предприятиях и в качестве домашней прислуги работали негры, в большинстве своём являвшиеся рабами, которых завозили в Новую Испанию из Африки с середины XVI века. Но по причине высокой смертности и постепенного уменьшения, а затем и полного прекращения их ввоза в результате начавшегося прироста индейского населения, численность негров к началу XIX века не превышала 10 тыс. человек.
Привилегированным слоем были гачупины — уроженцы метрополии — от 15 тыс. до 70 тыс. человек на начало XIX века. Они занимали все высшие административные, военные и церковные посты. Также важную роль в жизни колонии играло креольское население. Численность креолов к 1803 году составляла примерно 1 млн человек. Из их среды вышла большая часть помещиков, они пополняли ряды колониальной интеллигенции, занимали должности среднего и низшего уровней административного аппарата, церкви и армии.
Метисное население было лишено гражданских прав: метисы и мулаты не могли становиться чиновниками и занимать офицерские должности, не могли участвовать в выборах органов самоуправления. Они занимались ремеслом, розничной торговлей, служили в качестве управляющих и приказчиков, составляли большинство мелких землевладельцев — ранчеро.
Одним из основных институтов вице-королевства являлась католическая церковь. Под её влиянием находилась вся духовная жизнь. Церковь ведала учебными заведениями, через инквизицию осуществляла цензуру, к концу XVIII века ей принадлежало более половины всего недвижимого имущества колонии. Новая религия легко слилась с язычеством индейцев, для миссионерских целей приспосабливались старые обычаи и сказания, которые можно было примирить с христианством.
Хозяйственная жизнь Новой Испании подчинялась интересам метрополии, для которой она была прежде всего источником драгоценных металлов, поэтому их извлечение стало важнейшей отраслью экономики. Рудники являлись собственностью короля, но на практике человек, открывший месторождение, получал его в постоянное владение и должен был отдавать в пользу короны только пятую часть добычи. Добыча рудников увеличилась с 2 млн песо в середине XVI века до 13 млн. — в середине XVIII века. Обрабатывающая же промышленность развивалась медленно.
Чтобы избежать конкуренцию со стороны колониальной продукции, испанские власти запрещали выращивание в Новой Испании винограда, олив, конопли, льна — разрешалось выращивание только тех культур, которые не произрастали в Испании. Эти ограничения мешали развитию сельскохозяйственного производства.

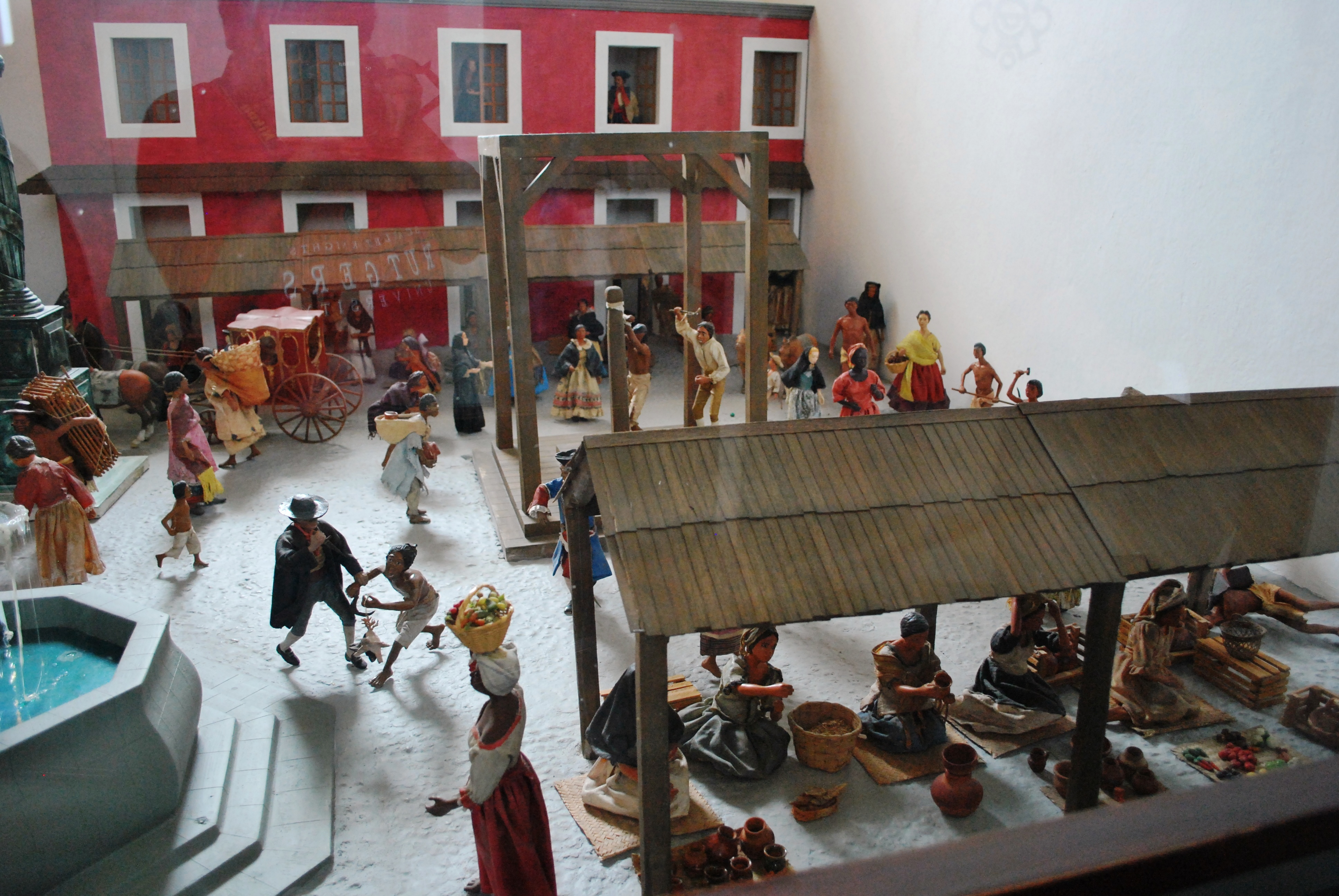
Модель колониального рынка в Тепоцотлане

На протяжении большей части колониального периода экономические связи Новой Испании в основном ограничивались торговыми отношениями с метрополией, которые осуществлялись только через Веракрус и один испанский порт — Севилью, а с 1717 года — Кадис, прямая же торговля с иностранными государствами и с другими испанскими колониями (кроме Филиппин) запрещалась. Все товары облагались высокими таможенными пошлинами. Кроме того, при их продаже и перепродаже взимался особый налог — алькабала. Товары из метрополии и обратно перевозились до последней четверти XVIII века только специальными флотилиями, а с Филиппин в порт Акапулько — так называемым манильским галеоном.
В 1536 году при францисканском монастыре в Тлателолько был создан первый колледж Санта-Крус, где обучались только индейцы. 3 июня 1553 года в Мехико открылся университет, где обучали студентов теологии, юриспруденции, латыни, арифметике и геометрии, астрологии, медицине, музыке. В 1538 году в Мехико появилась первая в Новом Свете типография. Широкое распространение получил театр, использовавшийся миссионерами для обращения индейцев в христианскую веру, в частности ауто — драматическое произведение с библейским сюжетом.
Большим прорывом европейской науки в изучении растений стал объёмный и хорошо иллюстрированный труд Франсиско Эрнандеса «История растений Новой Испании» (1570—1577), выполненный по заказу Филиппа II. В книгу вошли описания более 3.000 растений и 500 животных, существовавших на территории современной Мексики. В то же самое время, но несколько более краткую работу о растениях в своём фундаментальном произведении «Общая история дел Новой Испании» (1576) написал Бернардино де Саагун. Обе книги опирались на сведения ацтеков об окружающем их мире, а потому могут считаться такими, которые мало подверглись европейскому влиянию. В дальнейшем рукопись Саагуна была забыта, но книгу Эрнандеса неоднократно заимствовали другие учёные: Хосе де Акоста, Нардо Антонио Рекки, Фабио Колонна, Хайме Онорато Помар, Грегорио Лопес, Федерико Чези, Хуан Барриос, Иоган де Лаэт, Иоан Эусебио Ньеремберг, Вильям Пизо, Роберт Лавэл, Джон Рэй, Джеймс Ньютон и другие.
В XVII—XVIII веках в Новой Испании произошёл ряд восстаний, самыми крупными из которых были восстания индейцев тепеуанов, тараумара, кончо, тобосо, пима, апачей и других племён на северо-западе Новой Испании, индейцев Оахаки, Новой Мексики, Чьяпаса, Соноры, Калифорнии, Юкатана, выступления горняков Реаль-дель-Монте (1766 г.), населения Сан-Луис-Потоси, Гуанахуато, Мичоакана (1767 г.), Исукара (1781 г.). Значительные городские волнения, в которых индейцы также сыграли большую роль, произошли в 1624 и 1692 гг. в Мехико. В течение колониальной эпохи не раз восставали рабы-негры, причём восстание под предводительством Гаспара Янга увенчалось успехом — он добился признания прав своего поселения).
Непосредственным толчком к подъёму освободительного движения в Новой Испании, равно как и в других испанских колониях, послужили события 1808 года в метрополии, когда в результате французской интервенции и последовательного отречения королей Карла IV и Фердинанда VII наступил кризис власти.

## XIX век

### Обретение независимости

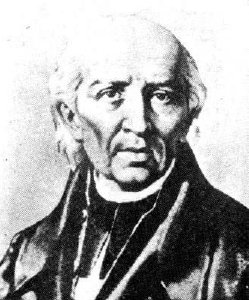
Мигель Идальго

Рост сепаратистских настроений в Новой Испании был обусловлен причинами внутреннего и внешнего характера, недовольством различных слоёв населения дискриминацией и политическим бесправием, с одной стороны, и событиями на европейском континенте, борьбой английских колоний в Северной Америке за независимость, проникновением в Латинскую Америку прогрессивных идей — с другой. Эти обстоятельства послужили причиной крестьянских волнений 1810 года, которые привели Мексику к десятилетней войне за независимость.
16 сентября 1810 года священник Мигель Идальго-и-Костилья поднял восстание в селении Долорес. Мятежники, в большинстве своём индейцы и метисы, требовали освобождения рабов, отмены подушной подати и возвращения индейцам отнятых земель. В тот день Идальго привлёк на свою сторону около 600 человек и, разделив на отряды, повёл их на юг. 20 сентября повстанцы вступили в Селаю. 28 сентября мятежники числом около 14 тыс. человек подошли к Гуанхауто. В результате ожесточённого боя город был взят. 10 октября силы Идальго вступили в Вальядолид. 19 октября революционная армия, насчитывавшая 80 тыс. человек, направилась в Мехико. Но отказавшись от этого плана, Идальго повёл армию на северо-запад, в Керетаро.
7 ноября произошло столкновение около 40 тыс. повстанцев (многие, разочаровавшись отступлением от столицы, разошлись по домам) и испанских войск. Решив не давать боя, мятежники оставили свои позиции, но тем не менее потеряли до 5 тыс. убитыми. Отступив к Селае, восставшие разделились, Идальго с небольшой группой устремился на юг, в Вальядолид. Далее он направился в Гвадалахару, занятую до того повстанческими отрядами. Мятежники вступили в город в ноябре. В Гвадалахаре Идальго издал декреты об упразднении подушной подати, освобождении рабов, уничтожении монополий на производство и продажу пороха, табачных изделий, вина, снижения алькабалы и о возвращении индейцам арендованных у них земель. В декабре он издал манифест, призывавший все слои общества к борьбе против колонизаторов.
В начале 1811 года колониальные власти решили отправить в Гвадалахару силы под командованием генерала Феликса Кальехи (6 тыс. солдат). После известий о приближении испанских войск повстанцы оставили город и отошли на восток. 16 января произошло столкновение двух армий. Несмотря на численное превосходство, повстанцам пришлось отступить, а их потери были весьма значительны. Это поражение деморализовало армию мятежников, многие стали покидать её ряды. В марте Идальго был схвачен и 30 июля расстрелян.

Поход Мигеля Идальго

После смерти Идальго руководство революционной армией возглавил другой приходской священник Хосе Мария Морелос. 24 мая 1811 года он занял Чильпансинго, а через день — Тистлу. В августе Морелос с полутора тысячами человек выступил на восток и занял Чилапу. В ноябре он овладел Тлапой и далее Чаутлой. В декабре его войска заняли Куаутлу, а в конце года они вошли в важный административный и торговый город Теуакан. В 1812 году из Испании к роялистам прибывает подкрепление. К этому моменту столица была окружена революционными отрядами.
В феврале испанцы осадили Куаутлу, где Морелос сосредоточил основные силы численности около 5,5 тыс. человек. В течение двух с половиной месяцев повстанцы удерживали противника, а затем оставили город, потеряв 800 человек убитыми. Поражение Морелоса воодушевило роялистов, и к середине 1812 года власти смогли стабилизировать положение в стране.
18 марта 1812 года испанские кортесы приняли в городе Кадисе конституцию, вводившую равное представительство метрополии и колоний в кортесах и признававшую гражданские права всех жителей колоний без негритянских примесей. 5 октября вице-король опубликовал декрет о свободе печати, принятый кортесами в 1810 году.
Издание конституции и других актов кортесов способствовало усилению революционных настроений в Новой Испании. Ввиду этого власти приняли ряд ограничительных мер. Они отменили свободу печати, запретили собрания людей на улицах. Также приостанавливалось проведение выборов в городской муниципалитет Мехико.
Сторонники независимости, возмущённые нарушением Кадисской конституции, активизировались, и во второй половине года произошёл подъём освободительного движения. В конце октября 1812 года Морелос овладел Орисабой, 25 ноября — Оахакой. В апреле 1813 года повстанцы взяли Акапулько, под контролем вице-короля теперь находились лишь столица и главные провинциальные центры.
Но в результате наступательных операций испанцев территория, контролируемая революционными силами, к осени 1813 года сохранилась только в Южной Мексике. 6 ноября 1813 года повстанцами был принят «Торжественный акт декларации независимости Северной Америки». Добившись военных успехов на юге, Морелос двинулся на север в Вальядолид, но потерпел поражение. В начале 1814 года испанская армия разгромила мятежников в районе Пуруарана. В марте 1814 года к власти в Испании вернулся Фердинанд VII, он распустил кортесы и отменил Кадисскую конституцию. Действия по подавлению восстания были активизированы.

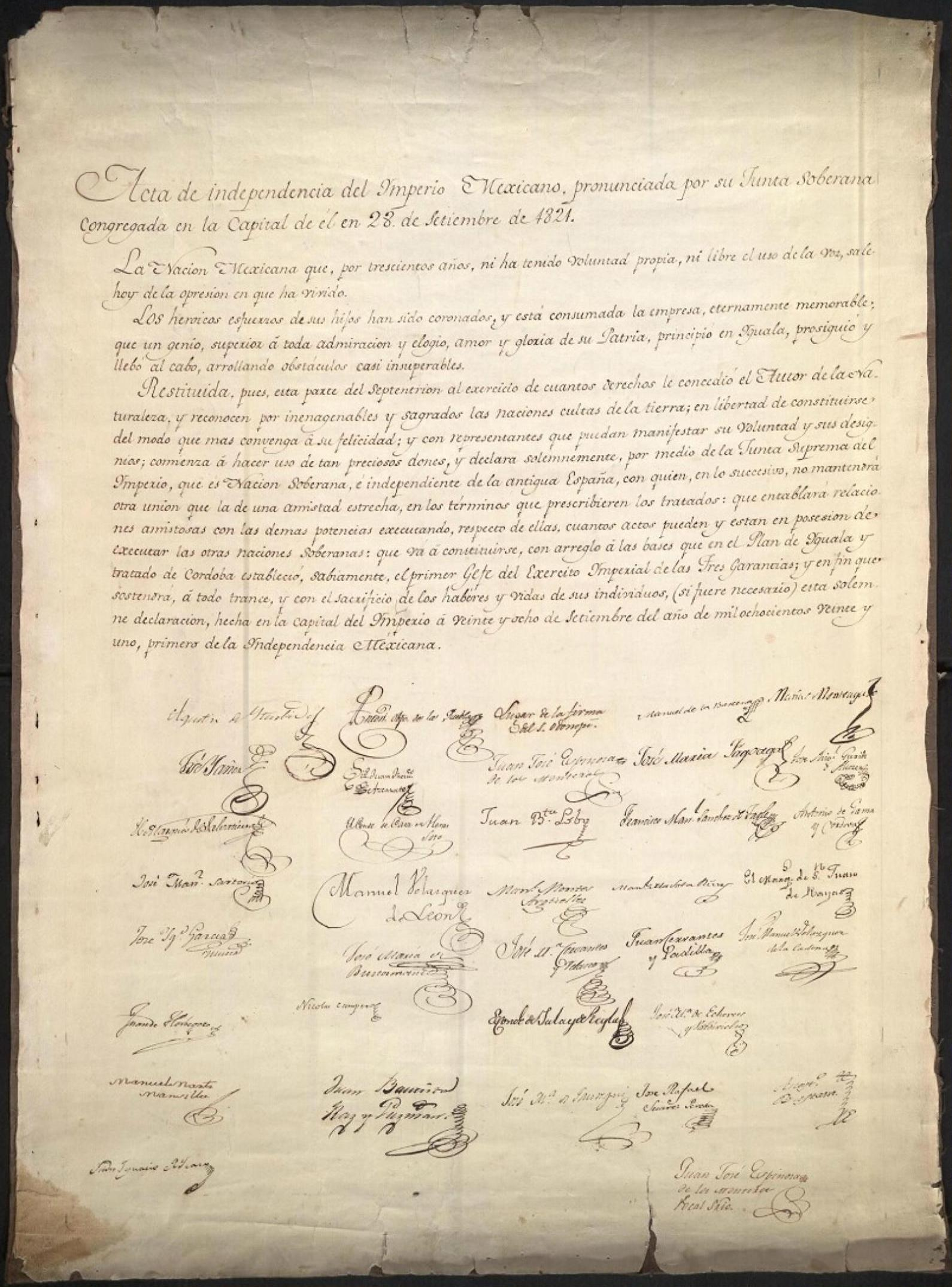
Декларация независимости Мексиканской империи, 1821 год

22 октября 1814 года патриоты провозгласили первую конституцию в истории Мексики — «Конституционный указ о свободе Мексиканской Америки» — которая устанавливала республику и разделение властей, высшим законодательным органом объявлялся конгресс. Провозглашались равенство всех граждан перед законом, свобода слова и печати, должна была исповедоваться только римско-католическая религия. Но в 1815 году Морелос также был пойман испанскими властями и казнён за государственную измену.
С 1815 по 1820 год освободительное движение в Мексике носило характер партизанской войны. Но революция в Испании вдохновила сторонников независимости, которых поддержала часть креольской элиты, опасавшаяся радикальных реформ и желавшая изолировать страну от либерального влияния метрополии. Выразителем интересов этой части креолов стал полковник Агустин Итурбиде. В декабре 1820 года колониальное правительство направило его с карательным отрядом, чтобы нанести поражение армии предводителя партизан Висенте Герреро. Однако, Итурбиде изменил позицию и перешёл на сторону повстанцев, объединившись с силами Герреро. 24 февраля 1821 года в городе Игуала он провозгласил три принципа или «три гарантии» для мексиканцев: независимость Мексики (при установление конституционной монархии), равенство прав креолов и испанцев и сохранение привилегий католической церкви. Эти принципы получили название «План Игуала».
Армия Итурбиде почти не встречала сопротивления. Из Игуалы его солдаты вышли на север и в середине апреля 1821 года вступили в Гуанхауто, потом на юг, где 22 мая заняли Вальядолид. Далее они выступили на северо-восток к Керетаро и 28 июня овладели городом. Итурбиде направил армию на юго-восток, к столице. 23 июля он вошёл в Куэрнаваку, через неделю овладел Оахакой, 2 августа Пуэблой. 19 августа произошло кровопролитное сражение на подступах к Мехико у Аскапоцалько.
24 августа 1821 года представители испанской короны и Итурбиде подписали Кордовский договор, в котором признавалась независимость Мексики в соответствии с положениями «Плана Игуала». 27 сентября освободительная армия вошла в Мехико, а 28 сентября в столице была обнародована «Декларация независимости Мексиканской империи». 18 мая 1822 года народ и гарнизон города Мехико провозгласили Итурбиде мексиканским императором, и он вступил на престол под именем Августина (Агустина) I.

### Образование республики

Территориальное устройство Мексики по Конституции 1824 года

Агусти́н I, император Мексики

В декабре 1822 года командующий гарнизоном Веракруса Антонио Лопес де Санта-Анна поднял восстание и объявил Мексику республикой. В марте 1823 года Итурбиде вынужден был отречься от престола и эмигрировать. Исполнительная власть в республике была передана триумвирату, состоявшему из Виктории Гуадалупе, Николаса Браво и Педро Селестино Негрете, законодательная — конгрессу. После падения империи от Мексики отделились аннексированные ею в 1822—1823 годах центральноамериканские области — 1 июля 1823 года было объявлено о создании республики Соединённых провинций Центральной Америки.
4 октября 1824 года была принята республиканская конституция, подтверждавшая независимость от Испании. В конституции закрепили федеративный принцип государственного устройства — Мексика делилась на 19 штатов и 4 территории, и разделение властей: законодательная власть передавалась двухпалатному конгрессу, а исполнительная — президенту. Запрещалась инквизиция, отменялась подушная подать, провозглашались равенство всех граждан перед законом и свобода печати. Однако, конституция не упоминала о таких буржуазно-демократических принципах, как свобода слова, совести и собраний. В том же году Виктория Гуадалупе был избран первым президентом страны.
Ранние годы существования молодой республики отмечены отсутствием политической стабильности. В описываемый период в Мексике развернулась борьба между двумя политическими течениями: аристократической нейтралистско-клерикальной партией бывших сторонников испанского режима — эскосезес (шотландцы) и демократической федералистской партией — йоркинос (йорксисты). Те и другие группировались вокруг масонских лож: эскосезес вокруг ложи шотландского ритуала, йоркинос вокруг ложи йоркского ритуала. Пользуясь этим обострением внутриполитической обстановки, Испания попыталась вернуть контроль над утраченной колонией. В июле 1829 года с Кубы в Мексику был направлен испанский флот, состоявший из 20 судов, с 3 тыс. солдат на борту. Интервенты высадились на восточном побережье страны, однако, вскоре были разгромлены силами генерала Санта-Анны. Несмотря на эти события, Испания признала независимость Мексики лишь в 1836 году.

### Консерваторы и либералы

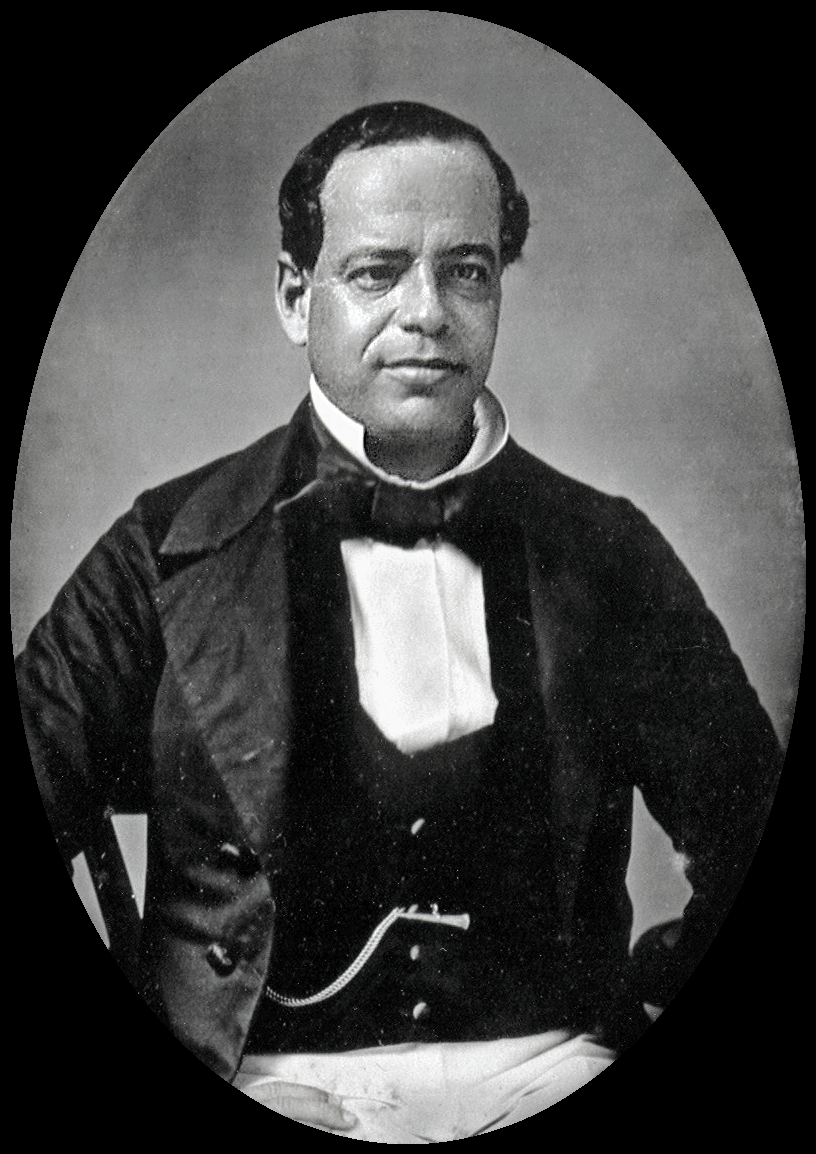
Генерал Санта-Анна

В результате противоборства различных политических групп с 1824 года по 1857 год в Мексике глава государства сменялся более 40 раз. В 1830-х годах сформировались политические партии. Интересы землевладельцев, церкви и военных были выражены консервативной партией, при этом её правое крыло открыто стремилось к установлению монархии. Либеральная партия состояла из двух направлений, правого — модерадос (исп. moderados — рус. умеренные) и левого — пурос (исп. puros — рус. чистые). Модерадос отражали взгляды либеральных помещиков, купечества, части военных и чиновников, пурос — городских низов, ремесленников, мелких торговцев, интеллигенции и служащих.
Партии формировались на основе масонских лож. Ложа шотландского ритуала стала основой консервативной партии, а ложа йоркского ритуала, в создании которой принимал участие американский посланник Джоэль Пойнсет, — фракции пурос. С 1824 года до начала 1830-х годов Мексика находилась в основном под управлением либералов. Они являлись сторонниками федерализма и в качестве примера для подражания рассматривали США. В этот период был издан ряд антиклерикальных декретов, отменён закон о защите общинного землевладения, иностранному капиталу сдавалась в аренду горнорудная промышленность, устанавливалась свобода торговли, привлекались иностранные колонисты.
Несмотря на доминирование либералов в мексиканской политике в указанный период, в 1823—1825 гг. посты министров иностранных и внутренних дел занимал будущий создатель и вдохновитель консервативной партии Лукас Аламан. А в 1830 году, после переворота, президентский пост на два года занял консерватор Анастасио Бустаманте, но прочно утвердиться у власти консерваторы смогли только четыре года спустя.
В 1832 году президентом республики стал поддерживавший либералов генерал Антонио Лопес де Санта-Анна, вице-президентом стал представитель крайних либералов Валентин Гомес Фариас. Но в день вступления в должность президента Санта-Анна объявил себя больным и уехал в своё поместье. Фариасу как исполняющему обязанности президента была предоставлена полная свобода действий. В 1833 году он издал законы об отделении церкви от государства, запрещении создавать религиозные конгрегации, о добровольной уплате церковной десятины, о государственной регистрации актов гражданского состояния. Он также отменил ряд привилегий военных. Однако, такая политика вызвала недовольство влиятельных экономических сил. В апреле 1834 года Гомес Фариас был смещён, установилась диктатура Санта Анны, который выступал не в качестве либерала, не в качестве консерватора, а как «беспристрастный патриот». Он распустил конгресс, отменил конституцию и антиклерикальные законы. Новый конгресс собрался в сентябре, большинство в нём составили консерваторы. Санта-Анна передал власть вице-президенту Мигелю Баррагану и вновь удалился в своё поместье.
Большое влияние на идеологию консервативной партии оказали взгляды Аламана. Консерваторы придерживались принципа унитарного государственного устройства, получившего отражение в принятых ими конституциях, и выступали за сильное центральное правительство (то есть были централистами). Они проводили политику индустриализации — возник ряд текстильных предприятий, был создан промышленный кредитный банк (1831—1842 гг.). Однако, развитие крупной фабричной промышленности влекло разорение ремесленников. Продолжился захват общинных земель. Вводились единые таможенные тарифы.

### Отделение Техаса

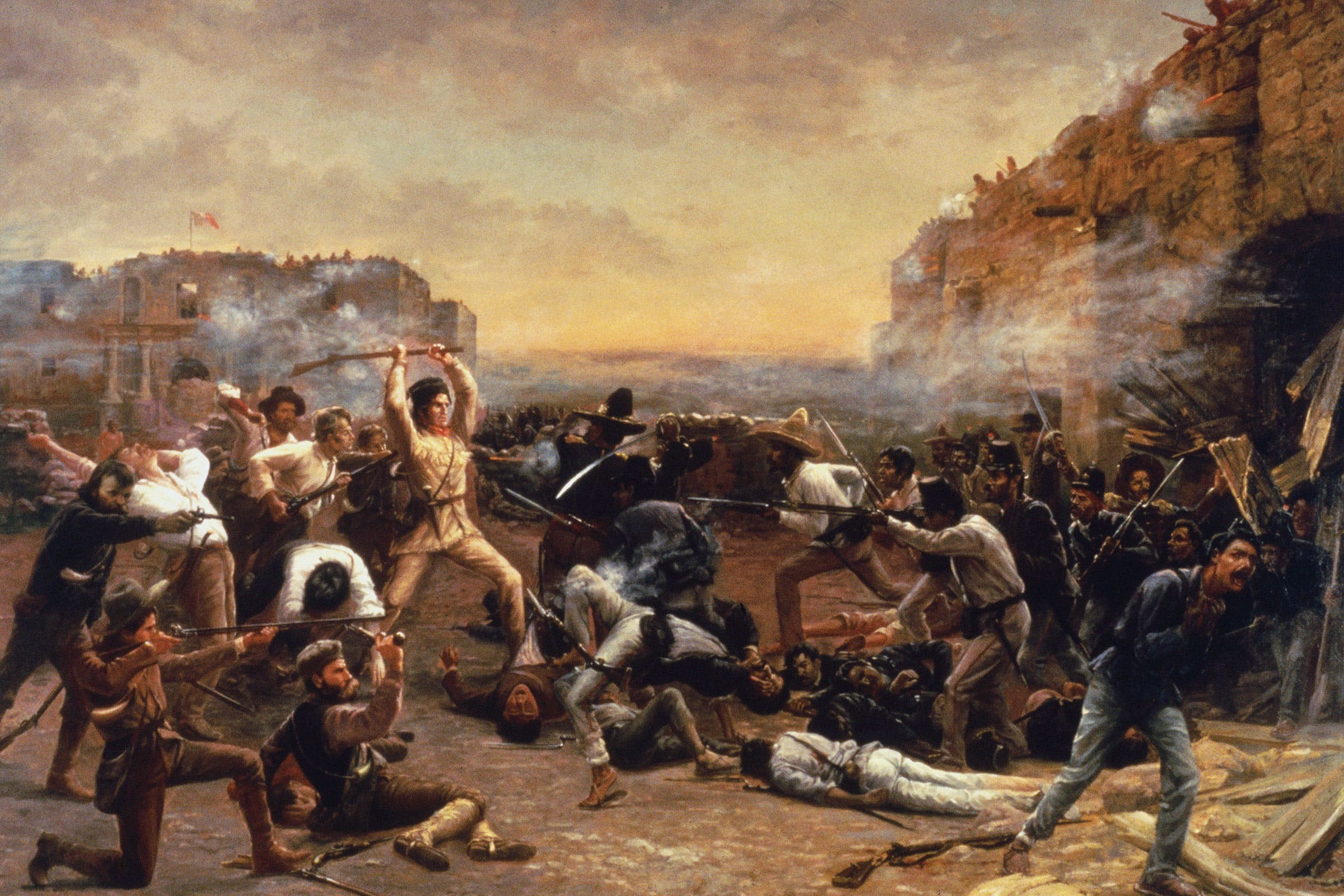
Защита Аламо

В 1820—1830-е годы малонаселённое пространство Техаса, закон которого предусматривал возможность приобретать землю по низким ценам в рассрочку, подверглось сильной колонизации американцев. Число американских колонистов значительно превысило количество мексиканского населения. Большинство переселенцев оставались протестантами, сохраняли английский язык, свои обычаи и расистское отношение к мексиканцам. Но основной причиной разногласий между американцами и Мексикой был вопрос о рабстве, имевшем для первых экономическое значение.
Попытка отделения произошла в 1826 году, когда была провозглашена республика Фредония. В 1829 году, чтобы ограничить американскую колонизацию президент Висенте Герреро принял закон, в котором закрепили отмену рабства негров. Кроме того, в 1830 году мексиканский конгресс запретил иммиграцию из США в пограничные с ними штаты Мексики. Эта политика мексиканского правительства вызывала недовольство среди жителей Техаса и послужила поводом к войне за независимость.
2 октября 1835 года произошло столкновение 140 техасцев с отрядом мексиканской кавалерии из 100 человек близ города Гонзалес, ставшее первым вооружённым конфликтом «Техасской революции». 6 марта 1836 года армия генерала Санта-Анны начала штурм крепости Аламо в Сан-Антонио, все защитники которой были убиты. Бой за Аламо стал самым известным сражением войны. 21 апреля техасская армия (783 человека) под командованием генерала Сэма Хьюстона и мексиканская (1.600 человек) под командованием Санта-Анны встретились в решающем сражении в устье реки Сан-Хасинто. Итогом битвы, длившейся менее двадцати минут, был полный разгром мексиканцев, которые потеряли 630 человек убитыми, 208 ранеными и 730 взятыми в плен. Техасцы потеряли 9 человек убитыми и 30 ранеными.
Санта-Анна скрылся, но вскоре был обнаружен и пленён. 14 мая 1836 года, не имея на то полномочий, он заключил с техасцами соглашение, по которому обещал добиться признания Мексикой Техасской республики и установления между ними границы по Рио-Гранде. Однако постановлением мексиканского конгресса этот договор был аннулирован.

### Централистская республика

Территориальное устройство Мексики в период Централистской Республики

После отделения Техаса консерваторы прочно завладели государственной властью. В 1836 году они приняли конституцию («7 конституционных законов»), отменявшую свободы штатов с заменой последних департаментами и вводившую имущественный ценз для участия в голосовании.
В 1838 году несколько иностранных государств предъявили Мексике претензии за убытки, понесённые при разгроме столичного Парианского рынка в 1828 году и во время последующих волнений. У Веракруса появился флот Франции, потребовавшей уплаты 600 тыс. песо. Интервенты бомбардировали крепость Сан-Хуан-де-Улоа. Мексиканское правительство объявило Франции войну. Командование войсками принял на себя генерал Санта-Анна. Во время боевых действий он потерял ногу, что после капитулянтского соглашения с техасцами вновь сделало его популярным. Получив гарантию удовлетворения требований, французы отступили.
В этот период Мексика встретилась с рядом трудностей. Финансовый кризис приобрёл постоянный характер, индейские племена из гор Соноры и Чиуауа совершали набеги на креольские поселения, неприятности доставляли и либералы — на Юкатане, находившемся в их руках, они образовали фактически независимую республику, северные штаты также стремились к сепаратизму (см.: республика Рио Гранде). В 1840 году либералы подняли восстание в Мехико.
В 1841 году произошёл мятеж, в результате которого была установлена диктаторская власть генерала Санта-Анны. В следующем году был избран новый конгресс, большинство при этом получили модерадос. Санта-Анна в очередной раз удалился, предоставив Николасу Браво задачу распустить конгресс. Браво также назначил хунту нотаблей, которая в 1843 году выработала новую конституцию, известную как «Органические основы», по которой президенту фактически передавались диктаторские полномочия. Президентом был избран Санта-Анна. В 1844 году после народного восстания в Мехико к власти вернулись модерадос. Санта-Анна бежал в горы, а затем на Кубу. В январе 1846 года власть снова перешла в руки консерваторов.

### Война с Соединёнными штатами
В результате успешной войны 1836 года Техас добился независимости. А в 1845 году он вошёл в состав США, что вызвало недовольство мексиканского правительства. В ноябре 1845 года в Мексику был направлен послом Джон Слайделл. Его задачей было потребовать компенсации вреда, нанесённого гражданам США во время происходивших в стране переворотов. Для удовлетворения претензий предписывалось потребовать продажи Калифорнии и Новой Мексики, в случае которой возмещение убытков США брали на себя. В это же время пришедшие к власти консерваторы пообещали начать подготовку войны против захватчиков Техаса.

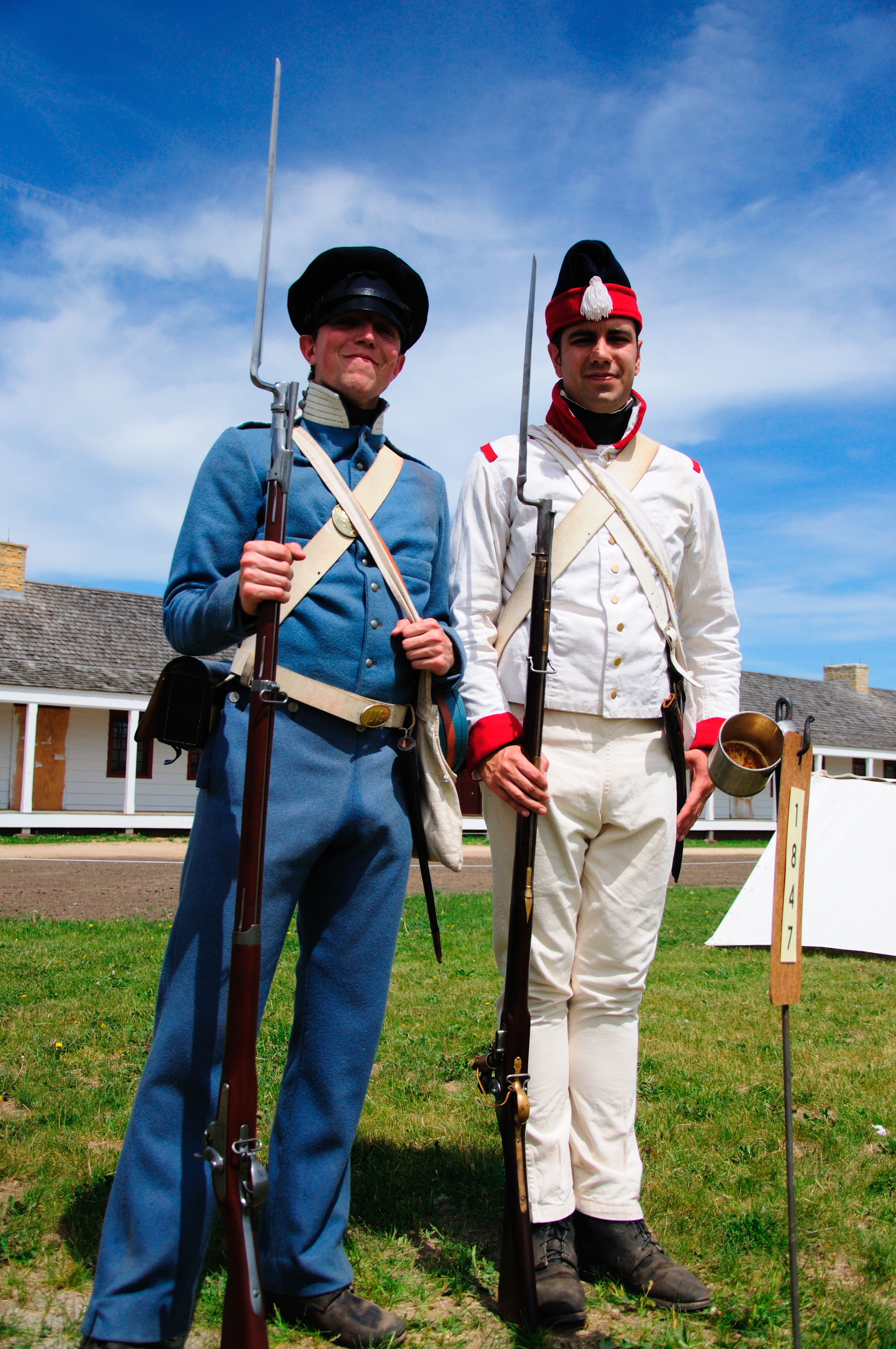
Солдаты армии США и Мексики (слева направо). Реконструкция

12 января 1846 года руководство Вашингтона получило сообщение об отказе мексиканского правительства принять Слайделла. На следующий день генералу Закари Тейлору было поручено двинуться из Корпус-Кристи к устью Рио-Гранде. 8 марта армия США вторглась на территорию Мексики. 23 апреля Мексика объявила США войну. 25 апреля после невыполнения мексиканских требований к США отвести войска к реке Нуэсес, 2-тысячный мексиканский конный отряд атаковал американский патруль численности 63 человека, убив и ранив 16 американских солдат. 13 мая 1846 года США объявили Мексике войну.
Наземное наступление американцев шло по трём направлениям. Они планировали захватить ключевые позиции на границе и заставить Мексику заключить мир на выгодных им условиях. Эту задачу выполняла «Оккупационная армия» во главе с Тейлором, которому было приказано занять северо-восточную часть Мексики. В случае несговорчивости противника он должен был двинуться на юг, угрожая мексиканской столице. «Армия центра» должна была захватить северную часть Мексики, «Армия Запада» — Новую Мексику и Калифорнию. Американский флот блокировал побережья Тихого океана и Мексиканского залива. Коммодору Джону Слоуту было отдано приказание захватить калифорнийские порты.
18 мая силы, возглавляемые Тейлором, пересекли реку Рио-Гранде и заняли город Матаморос. В начале июня армия Тейлора направилась к Монтеррею, оккупировав по дороге города Рейнос, Камарго, Серальво и ещё ряд мелких населённых пунктов. 19 сентября американцы подошли к окрестностям Монтеррея. 20 сентября начался штурм Монтеррея. 24 сентября город капитулировал.
17 августа Калифорния была присоединена к США. 22 августа Соединённые штаты аннексировали Новую Мексику.
В это время, произведя переворот, к власти в Мексике вернулись пурос. Они восстановили конституцию 1824 года и вернули из изгнания Антонио Лопеса де Санта-Анну, которого многие считали самым способным из мексиканских генералов и за которым сохранялась репутация участника войны за независимость. Однако, Санта-Анна также вёл с американским президентом секретные переговоры о территориальных уступках. Мексиканцы созвали либеральный конгресс, который, не подозревая об этих переговорах, назначил его исполняющим обязанности президента.
В конце января 1847 года Санта-Анна во главе войска из 18 133 солдат двинулся на север навстречу Тейлору, располагавшему 6 тыс. солдат. Последний, узнав о приближении мексиканской армии, занял позицию у асьенды Буэна-Виста. Сражение при Буэна-Виста между силами Тейлора и Санта-Анны произошло 22-23 февраля 1847 года. Мексиканцы обошли противника с левого фланга, а их кавалерия сумела проникнуть глубоко во вражеский тыл. К 9 часам утра 23 февраля положение американцев было угрожающим, однако, их спасло подоспевшее подкрепление. Несмотря на мощный обстрел вражеской артиллерии, к четырём часам мексиканцы захватили несколько пушек и три знамени. Но в восемь часов вечера Санта-Анна неожиданно отдал приказ об отступлении. Потери армии Тейлора составили убитыми, ранеными и пропавшими без вести 723 человека. По американским данным мексиканцы потеряли свыше 1 тыс. 500 человек убитыми и ранеными.

Карта военных действий

Поскольку с севера путь на Мехико лежал через безводные степи, президент Джеймс Полк отправил 13-тысячную армию под командованием Уинфилда Скотта, которая должна была десантироваться в окрестностях Веракруса — началась мексиканская кампания Скотта. Осадив город, Скотт подверг его сильной бомбардировке, длившейся четыре дня. В результате обстрела пострадало большое количество мирных жителей. 29 марта 1847 года Веракрус был сдан. Армия Скотта двинулась к мексиканской столице. В мае она достигла Пуэблы, в то время второго по величине города Мексики. Город сдался без сопротивления 15 мая. Мехико оказался открыт после битвы за Чапультепек. В боях за столицу армия Скотта потеряла 2 тыс. 703 человека, сократившись на треть. 14 сентября город был захвачен.
Конец войне положил договор Гуадалупе-Идальго, подписанный 2 февраля 1848 года между пришедшими к власти модерадос и американцами. К США отошли Верхняя Калифорния, Новая Мексика и район нижней Рио-Гранде. Вместе с Техасом и территорией, приобретённой США в 1853 году, это составило более половины всей площади Мексики. На этой территории сейчас находятся американские штаты Калифорния, Нью-Мексико, Аризона, Невада, Юта, Колорадо и часть Вайоминга. Взамен Мексика получила 15 млн долл. и ещё 3 млн. 250 тыс. долл. были выплачены американским правительством гражданам США в счёт мексиканских долгов. При ратификации договора в сенате США, статья, гарантировавшая, что Соединённые штаты призна́ют мексиканских землевладельцев, была вычеркнута.

### Война за реформу
В марте 1848 года генерал Санта-Анна отправился в изгнание, он обосновался на Ямайке, а затем в Колумбии. Но в результате восстания консерваторов в апреле 1853 года он в последний раз вернулся к власти. Это президентство Санта-Анны вновь было отмечено одиозным политическим решением: под давлением США был заключён договор о новых территориальных уступках, получивший название «договор Гадсдена». Согласно этому соглашению Мексика передавала Соединённым штатам площадь в 120 тыс. км² — ныне составляющую южную часть американских штатов Аризона и Нью-Мексико, — получив за это 10 млн долларов.
Антипатриотические действия президента Санта-Анны и поражение в войне с Соединёнными штатами, а также докапиталистические формы землепользования, привилегии церкви и высших кругов армии привели к усилению борьбы между либералами и консерваторами. Эти противоречия переросли в революцию, целью которой стали экономическое развитие, секуляризация имущества, ликвидация церковных и армейских привилегий.

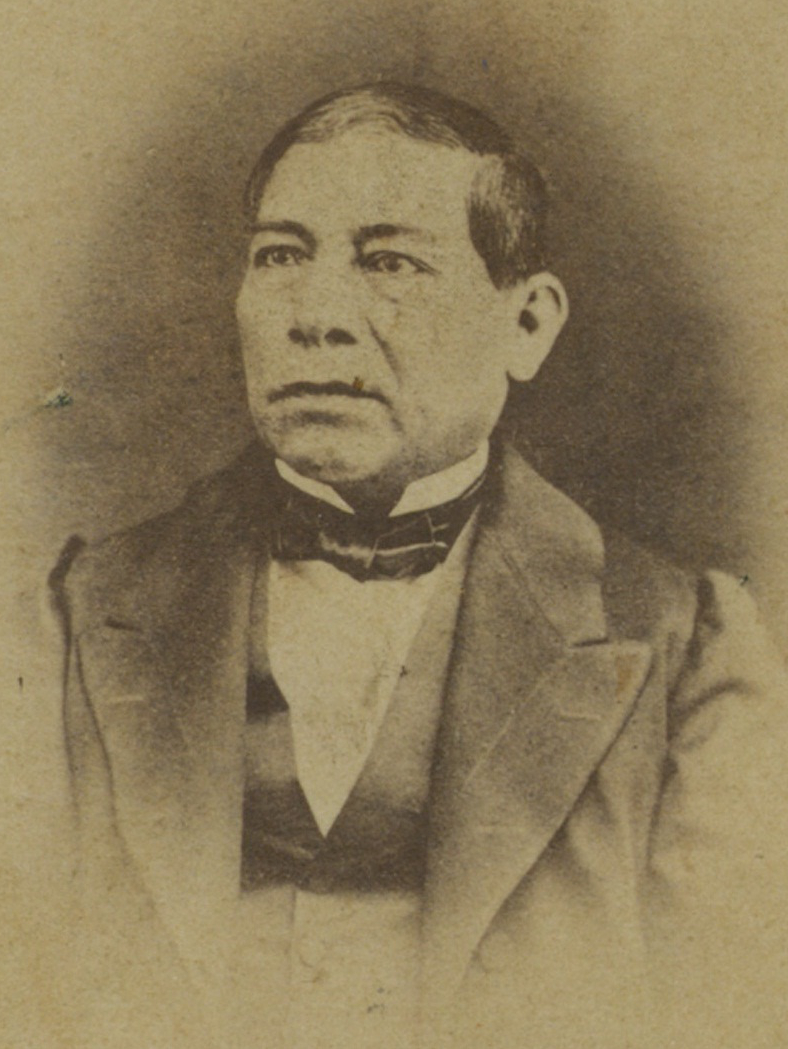
Бенито Хуарес

Революция, начавшаяся 1 марта 1854 года в городе Аютла, охватила всю страну, режим генерала Санта-Анны пал, а сам он вынужден был эмигрировать. У власти оказалось правительство Хуана Альвареса, представлявшее левое крыло либералов — пурос. В ноябре 1855 года по предложению министра юстиции, народного образования и церковных дел Бенито Хуареса был издан закон, в котором была прописана отмена привилегии армии и духовенства («закон Хуареса»).
Недовольные законом консерваторы попытались произвести переворот. Однако контрреволюционное выступление было подавлено. Теперь президентом стал Игнасио Комонфорт, принадлежавший к умеренным либералам модерадос. Его правительство утвердило «закон Хуареса» и приняло «закон Лердо», запрещавший церковным и гражданским корпорациям владеть недвижимостью, а также ускоривший переход на условиях продажи и покупки церковных земель и недвижимости в руки буржуазии и латифундистов. По «закону Лердо» ими была скуплена и значительная часть земель индейских общин, попавших под определение «гражданских корпораций».
16 сентября 1857 года вступила в силу новая конституция. В ней Мексика провозглашалась демократической представительной республикой, состоявшей из суверенных во внутренних делах штатов. В конституции подтверждались положения законов Хуареса и Лердо. В конституции продекларирована неприкосновенность частной собственности, свобода слова, печати, собраний, тайна переписки, запрещены рабство и пеонаж.
Против конституции выступили консерваторы и церковь, в ряде штатов вспыхнули восстания, в конце 1857 года президент Комонфорт бежал, а правительство возглавил Феликс Сулоага. Консерваторы, на чьей стороне находилась регулярная армия, заняли ряд крупных городов, в том числе Мехико, и объявили об отмене конституции и «закона Лердо». Бенито Хуарес возглавил либеральное правительство, опиравшееся на северо-западные и часть южных штатов. Противостояние усиливало влияние церкви, помогавшей авторитетом и финансированием силам консерваторов.
В 1859 году Хуарес издал «законы о реформе», декларировавшие изъятие у церкви того имущества, которое она использовала против общества — вместо выкупа церковного имущества предусматривалась его национализация. Провозглашалась свобода вероисповедания, церковь отделялась от государства, распускались монастыри, братства и конгрегации, вводился гражданский брак, регистрация актов гражданского состояния передавалась государству.
Несмотря на всё более активную поддержку либералов широкими слоями населения и наличие в консервативном лагере кругов, не возражавших против прекращения войны, перевес консерваторов сказывался ещё некоторое время. В конце 1859 года их войска под командованием генерала Мигеля Мирамона, возглавлявшего в 1859—1860 гг. консервативное правительство в Мехико, овладели обширной областью Бахио. В феврале они осадили Веракрус, но вскоре вынуждены были снять осаду.
К середине 1860 года численность войск либералов значительно возросла, их организация, подготовка и оснащение значительно улучшились. В течение второй половины года они заняли главные города ряда штатов, блокировали Мехико и Пуэблу. 25 декабря либералы вступили в столицу, гражданская война окончилась их безоговорочной победой.

### Французская интервенция

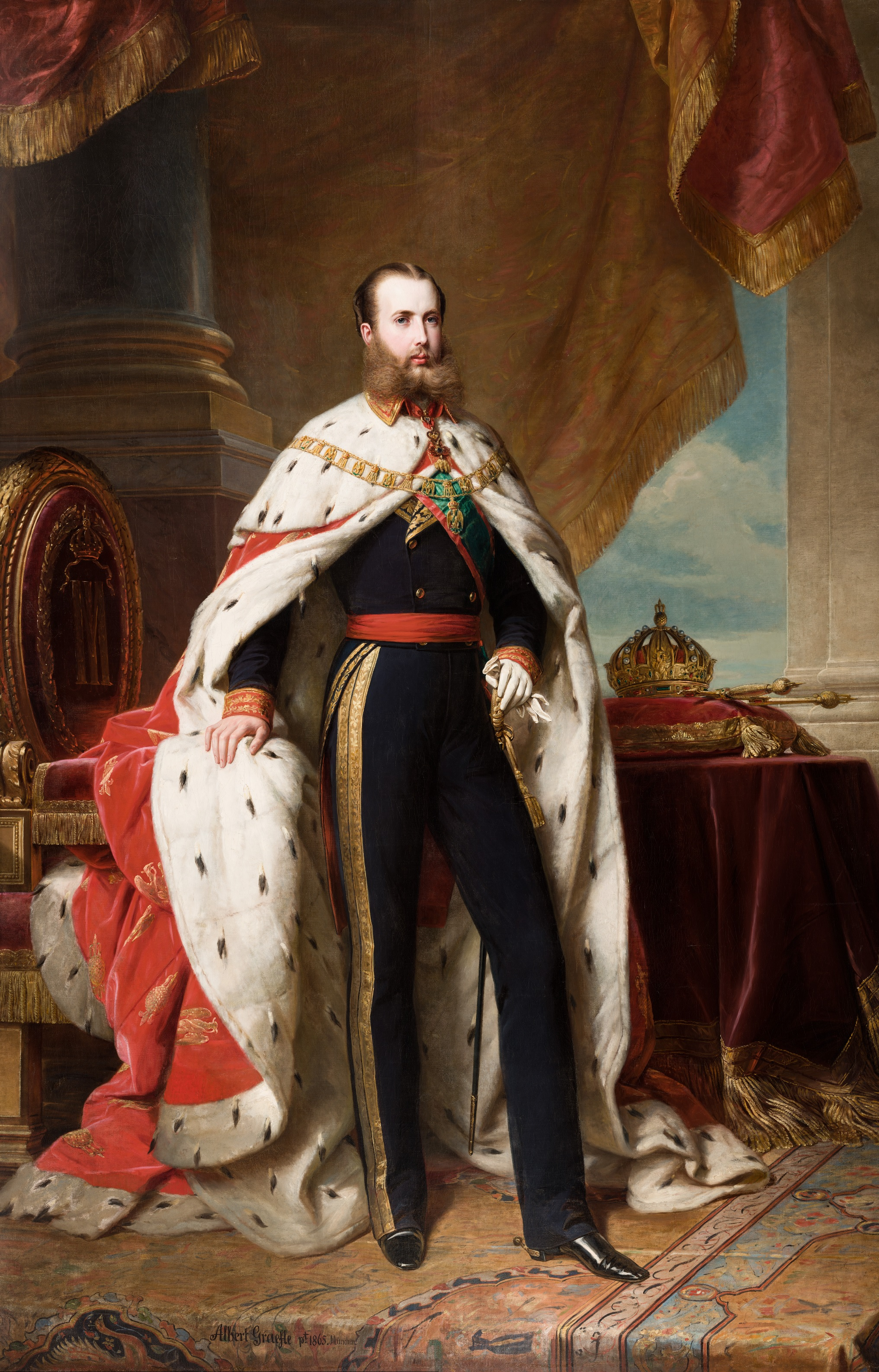
Максимилиан I, император Мексики

31 октября 1861 года в Лондоне было подписано соглашение между Англией, Францией и Испанией о совместной вооружённой экспедиции в Мексику. Интервентов поддержали мексиканские консерваторы, которые годом ранее проиграли гражданскую войну либералам.
Непосредственным поводом к войне послужило постановление мексиканского конгресса от 17 июля 1861 года о временном прекращении выплат по иностранным долговым обязательствам. Ещё в 1860 году Мигель Мирамон получил заём от парижского банкира Жеккера, в делах которого принимал участие приближённый к французскому императору Наполеону III герцог Морни. В этом займе участвовали также банкиры Англии и Испании.
Однако, интервенты преследовали и другие цели. Англия и Франция стремились воспользоваться гражданской войной в США, ограничив их экспансию в странах Южной Америки. По этой причине английское правительство готовилось к войне с Соединёнными штатами, стремясь спровоцировать конфликт с Севером. Вторжение в Мексику могло вынудить Вашингтон на действия, которые привели бы к такому конфликту. Наполеон III собирался установить в стране зависимую от Франции монархию эрцгерцога Максимилиана, брата австрийского императора Франца Иосифа I. Кроме того, он рассчитывал поднять пошатнувшийся авторитет своего режима при помощи лёгкой военной победы. Испания рассчитывала либо восстановить в Мексике своё господство, либо посадить на мексиканский престол правителя из династии Бурбонов.
8 декабря 1861 года испанские войска высадились в Веракрусе. В январе 1862 года к ним присоединились войска Англии и Франции. Испанцы располагали 6 тыс. 200 кавалеристами и пехотинцами, французы высадили свыше 2 тыс. 600 зуавов и морских пехотинцев, а англичане — 800 морских пехотинцев. Однако, оказалось, что силы мексиканских консерваторов не способны активно поддерживать интервентов, которым пришлось начать переговоры с мексиканским правительством. В конце апреля 1862 года коалиция интервентов распалась, испанские и английские войска были эвакуированы.

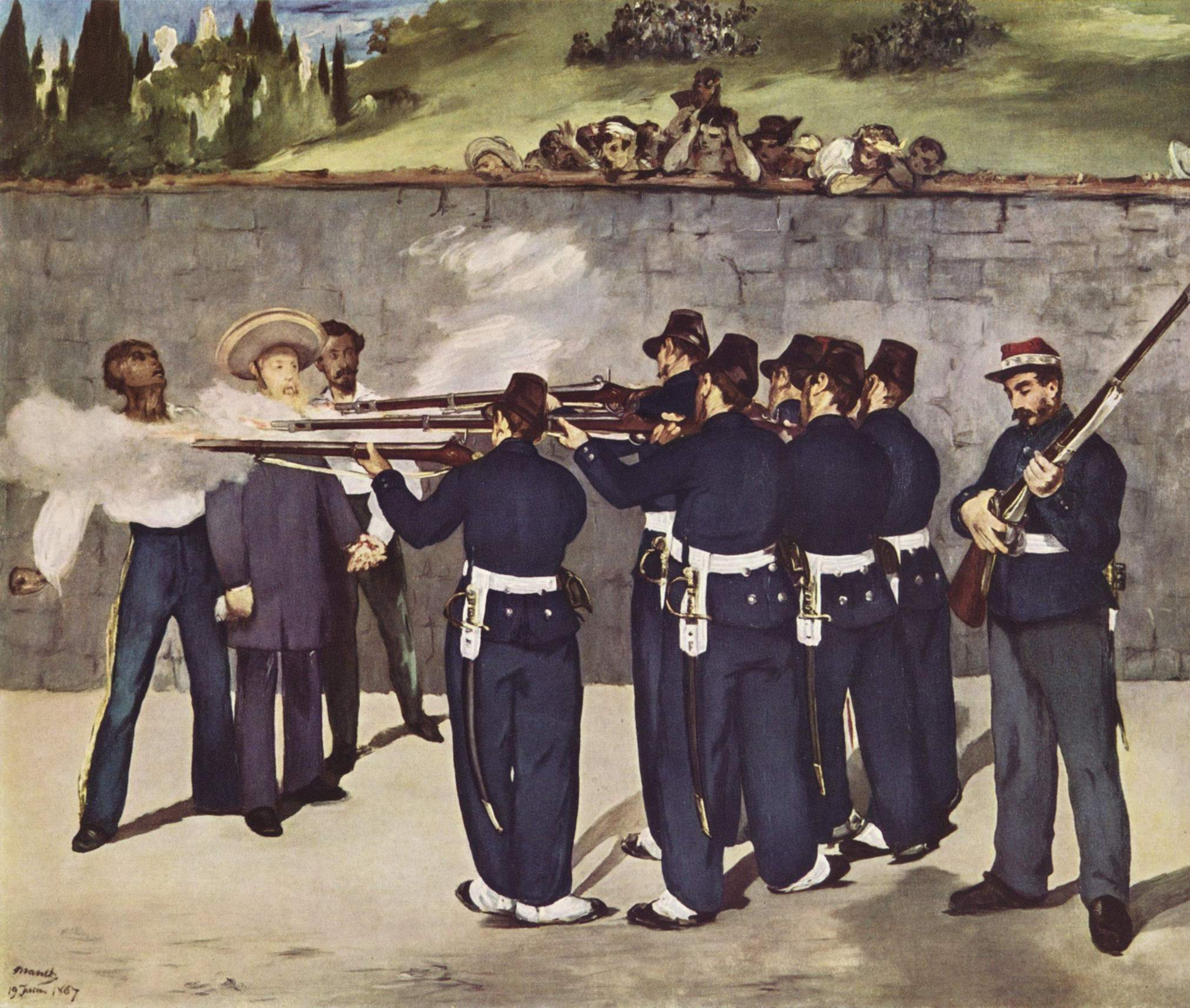
Эдуар Мане. Расстрел Максимилиана I

19 апреля начались бои между французской и мексиканской армиями. К началу военных действий силы французов насчитывали 6,5 тыс. человек, численность мексиканской армии по официальным оценкам составляла 28 тыс. 345 человек; однако, фактически обученных регулярных войск было не более 12 тыс. человек. В начале мая французская армия подошла к городу Пуэбле, находящемуся на пути в столицу. Атаковав доминировавшие над городом форты, французы потерпели полное поражение. Из 2 тыс. 500 человек, участвовавших в штурме, они потеряли убитыми, ранеными или пленными 482 человека, тогда как мексиканцы — около 230. Так 5 мая мексиканцы одержали победу над французской армией.
Правительство Наполеона III направило в Мексику подкрепление. К концу 1862 года там сосредоточилось 30 тыс. человек, не считая свыше 10 тыс. человек французских военно-морских сил, действовавших в мексиканских водах. Главнокомандующим был назначен Эли Форе. В 1863 году началось второе наступление на Пуэблу. Численность мексиканских войск, находившихся в городе, равнялась 15-20 тыс. человек. Так как Пуэбла была застроена зданиями с массивными стенами, французам пришлось брать дом за домом. Полевая артиллерия оказалась недостаточно эффективной, интервенты использовали тяжёлые морские орудия. По официальным данным во время боёв французы потеряли 1 тыс. 300 человек. Город капитулировал 17 мая, падение Пуэблы открывало путь к Мехико.

Ход военных действий

31 мая президент Бенито Хуарес покинул столицу, переместив резиденцию в Сан-Луис-Потоси. В июне 1863 года французы вошли в Мехико. Была созвана профранцузская правительственная хунта, избравшая ассамблею нотаблей. 10 июля нотабли провозгласили монархию и предложили императорскую корону эрцгерцогу Максимилиану.
В октябре интервенты начали наступление на север. Главнокомандующим был назначен генерал Франсуа Базен. Под его началом находилось 34 тыс. французских солдат и около 7 тыс. мексиканцев, привлечённых консерваторами. Республиканцы располагали 20 тыс. солдат. Пройдя 700 км, французы заняли Керетаро, Сан-Луис-Потоси, Сальтильо, Монтеррей и др. Однако, на оккупированных территориях им подчинялись только города, а бо́льшая часть страны контролировалась партизанами.
10 апреля 1864 года Максимилиан принял предложенную корону. 14 апреля император выехал в Мексику, а в конце мая он прибыл в Верарус. К моменту его прибытия в руках интервентов находилось 7 штатов из 24. В течение 1864—1865 гг. французы оккупировали все основные города Мексики. 11 декабря 1865 года они захватили пятую по счёту резиденцию Хуареса — Чиуауа. Оккупанты жестоко подавляли всякое сопротивление, массовое распространение получили расстрелы.
Постепенно империю признал ряд европейских государств. Однако, от признания отказались латиноамериканские страны (кроме Бразилии) и США. В период гражданской войны правительство Линкольна придерживалось нейтралитета, но по окончании противостояния между Севером и Югом США потребовали от Франции вывода своих войск из Мексики. Мексиканцам было разрешено покупать в США оружие и вербовать добровольцев.
Против интервенции выступал французский народ и оппозиция Наполеона III. Продолжение оккупации Мексики также создавало угрозу военного конфликта с Соединёнными штатами. В 1866 году ввиду неизбежности войны между Францией и Пруссией было объявлено о выводе из страны французских сил. По мере отступления французов формировались освободительные армии: на север-востоке — армия Мариано Эскобедо, на северо-западе — Рамона Короны и Висенте Рива Паласио, в Мичоакане — Николаса Регулеса, Порфирио Диас организовывал партизан в горах Оахаки.
В феврале 1867 года французы оставили Мехико. Максимилиан, при котором оставалось 15-20 тыс. мексиканских солдат и небольшое количество европейских добровольцев, отступил в Керетаро, 15 мая город взяли республиканцы. Император был предан военно-полевому суду и в соответствии с декретом от 25 января 1862 года приговорён к расстрелу. 19 июня приговор был приведён в исполнение. 21 июня сдалась столица, и восемь дней спустя — последний оплот консерваторов Веракрус; республика была восстановлена, президент Хуарес вернулся к власти.

### Восстановленная республика
В 1867 году Хуарес был переизбран на пост президента. Он усилил власть на местах, подчинив себе местных касиков. Президент становился национальным касиком. «Законы о реформе» отменили гильдейскую систему, сдерживавшую промышленность, начала развиваться торговля. Строились железные дороги; линия Веракрус—Мехико, задуманная ещё в 1837 году, была доведена до конца.
После падения империи Хуарес занялся проектом светского образования. Иезуитский колледж Сан-Ильдефонсо был преобразован в национальную подготовительную школу, предназначавшуюся для подготовки учителей. Городским советам и владельцам асиенд было приказано строить начальные школы. Реформой системы образования должен был заняться Габино Барреда — поклонник философии позитивизма Огюста Конта. Впервые в Мексике было провозглашено бесплатное и обязательное начальное образование.
Две трети армии было распущено по домам без пенсий. Во время президентства Хуареса бывшие солдаты несколько раз поднимали восстания, которые были беспощадно подавлены. Недовольство выказывали провинциальные касики и клерикалы. Выразителем интересов этих групп стал один из организаторов антифранцузского сопротивления — генерал Порфирио Диас.
В 1871 году должны были состояться очередные президентские выборы. Хуарес добивался нового переизбрания, против него выдвинули кандидатуры Порфирио Диас и Себастьяна Лердо де Техада, сподвижника Хуареса, опиравшегося на чиновничество и губернаторов штатов. Либеральное течение распалось на хуаристов, порфиристов и лердистов. Ни один из трёх кандидатов не получил необходимого большинства. Выбор был предоставлен конгрессу, который поддержал Хуареса.
Избрание Хуареса послужило поводом к мятежу, организованному сторонниками Диаса. Но к весне 1872 года мятеж был подавлен, а 18 июля Хуарес умер от разрыва сердца. Новым президентом был избран Лердо, сторонники Хуареса перешли на его сторону. Однако, вскоре он лишился почти всей своей популярности.

### Порфириат — диктатура Порфирио Диаса

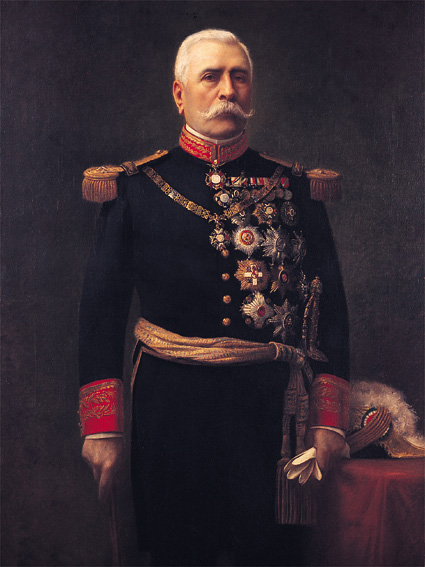
Порфирио Диас

В 1876 году, произведя переворот, к власти пришёл генерал Порфирио Диас, управлявший страной более 30 лет (этот период получил название «Порфириат»). Для укрепления своего режима он добился соглашения с крупнейшими фракциями либералов и консерваторов, ослабил действие антиклерикальных реформ, тем самым получив поддержку духовенства, и подчинил себе высшие слои армии и местных касиков. В период правления Диаса произошёл подъём мексиканской экономики: строились железные дороги и телеграфные линии, создавались новые предприятия, увеличился приток иностранных инвестиций.
Однако, эти результаты были получены в том числе за счёт эксплуатации крестьян и коренного населения и снижения уровня жизни народных масс. В 1883 году был издан декрет о колонизации «пустующих» территорий, создававший условия для захвата общинных земель. За годы диктатуры Диаса 54 млн га, то есть 27 % площади страны оказались у латифундистов. На 1910 год 96,6 % сельского населения не имели земли, при этом батраки-пеоны с семьями составляли 2/3 населения Мексики. Монополия латифундистов порождала неэффективное использование земли, закрепляя экстенсивный характер сельского хозяйства.
Крупные территории принадлежали американским и британским компаниям, так, в Нижней Калифорнии из 14,4 млн га всей земли 10,5 млн га принадлежало компаниям США. В 1884 году был одобрен так называемый «Кодекс рудников», по которому иностранный собственник земли мог владеть находящимися в ней полезными ископаемыми.
Для промышленности этого периода было характерно преобладание добывающих отраслей. В 1901 году Мексика занимала первое место в мире по добыче серебра, второе — по добыче меди и пятое — по добыче золота. За первое десятилетие XX века добыча нефти увеличилась в 1.200 раз. Развивалась металлургия, обрабатывающая промышленность была представлена в основном текстильными предприятиями.
В 1891 году между Мексикой и Россией были установлены дипломатические отношения. А в 1909 году между государствами было подписано первое двустороннее соглашение о торговле и навигации. Оно должно было «гарантировать гражданам обеих стран привилегии, основанные на принципе наибольшего благоприятствования».
С 1 по 30 сентября 1910 года в Мексике широко отмечалось столетие независимости. К празднествам были возведены такие сооружения, как дворец изящных искусств и колонна независимости.
Правительству Диаса удалось сбалансировать бюджет с помощью увеличения налогов, но из-за новых иностранных займов быстро возрастал государственный долг. В 1880 году он составлял 191,4 млн песо, а в 1910—1911 гг. достигал уже 823 млн песо. В банковской сфере доминировал английский, французский, испанский капитал. К началу 1910-х годов 60 % мексиканского импорта и 77 % экспорта приходилось на долю США.
Политика правящих кругов привела к обострению классовых противоречий в деревне. На протяжении всего периода диктатуры происходила революционная борьба крестьянства. В стране росло рабочее движение, недовольство охватило и средние слои горожан.

## XX век

### Революция 1910—1917 годов
Оборотной стороной экономических успехов диктатуры Диаса явилось усиление зависимости страны от Соединённых штатов и высокая социальная напряжённость, поэтому реакцией на циклический кризис в США 1907—1908 годов, усиленной неурожаем 1910 года, стал острый экономический, социальный и политический кризис в Мексике.
В 1910 году Порфирио Диас был в очередной раз переизбран президентом Мексики. Его соперник лидер либерально-демократической оппозиции Франсиско Мадеро отказался признать результаты выборов и призвал мексиканцев к борьбе с деспотическим режимом, выступив с «планом Сан-Луис-Потоси». Его программа предусматривала избавление Мексики от империалистического господства и возвращение крестьянам отнятых у них в период правления Диаса земель. Восстание было назначено на 20 ноября. Хотя план рассматривал не все социальные вопросы, он стал катализатором для массовых народных выступлений. Так было положено начало Мексиканской революции, за период которой в боях, от голода и болезней погибло от 500 тыс. до 2 млн человек, при этом население страны на 1910 год составляло 15 млн человек.

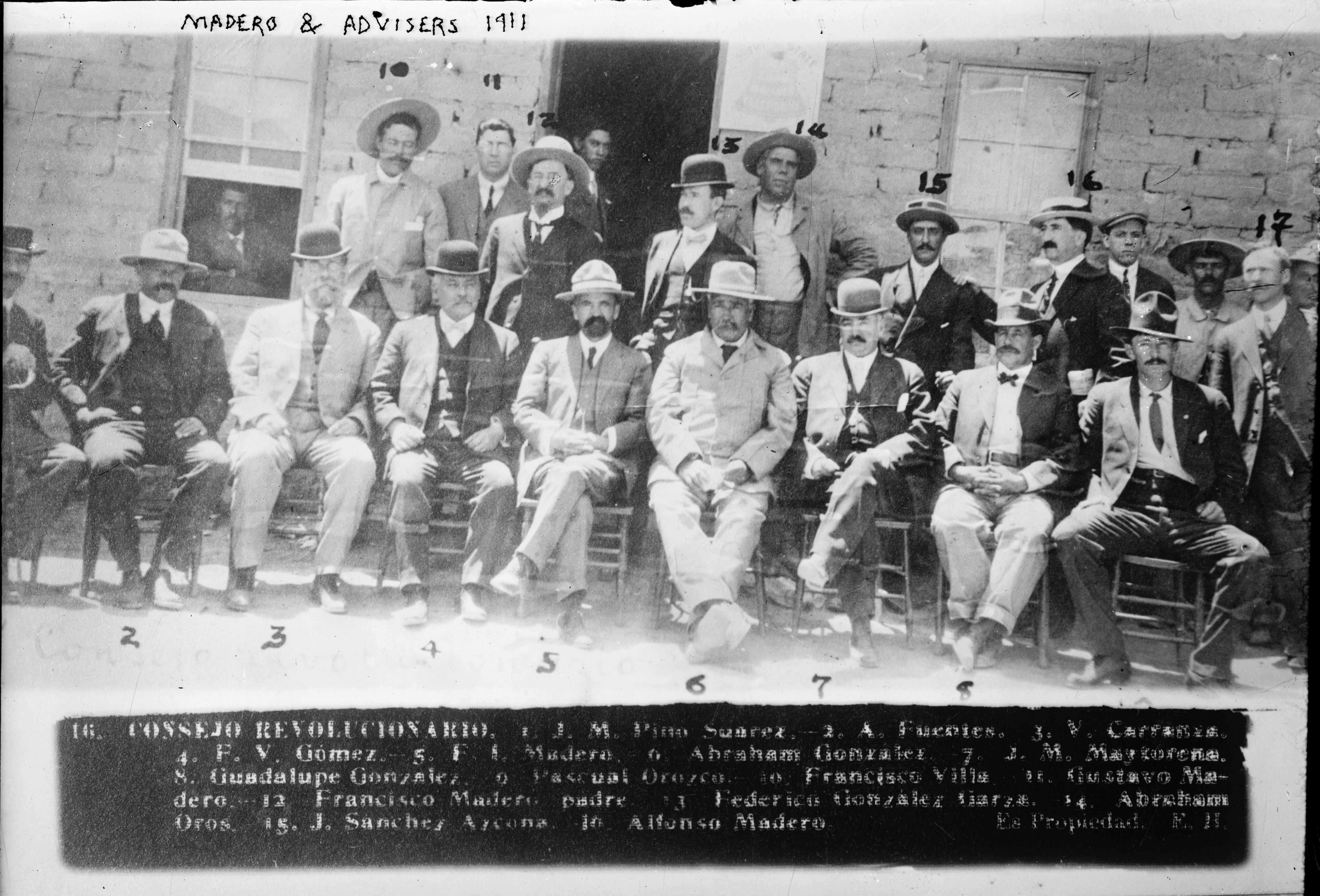
Франсиско Мадеро и его соратники. 1911 г. Сидят: третий слева — Венустиано Карранса, в центре — Франсиско Мадеро, первый справа — Паскуаль Ороско. Первый слева в ряду стоящих — Франсиско (Панчо) Вилья

Всеобщего восстания не началось, но мятеж захватил штат Чиуауа, где выделились впоследствии известные крестьянские вожди Паскуаль Ороско и Панчо Вилья. В марте началось восстание в штате Морелос, руководителем которого стал Эмилиано Сапата. В это время в стране фактически проходили две революции: целью Мадеро и средних слоёв было участие в управлении страной, революционеры на юге и в центре Мексики, формально подчинявшиеся Мадеро, стремились к разделу помещичьих земель между крестьянами.
В апрельском послании к конгрессу Диас признал большинство требований повстанцев и пообещал провести аграрную реформу. Однако, революционеры были настроены на решительную борьбу с режимом. В апреле-мае они захватили крупный порт Акапулько и важный таможенный пункт Сьюдад-Хуарес. Далее повстанцы перешли в наступление почти во всех штатах, заняв крупнейший железнодорожный узел Торреон и Куэрнаваку. В мае Диас подал в отставку и эмигрировал во Францию. В июне Мадеро въехал в столицу, а в октябре он был избран президентом.
Мадеро не спешил решать аграрный вопрос, восстановив против себя таким образом крестьян. В ноябре 1911 года Сапата объявил Мадеро предателем революции, выступив с «планом Айяла», предусматривавшим разделение земель латифундистов. В марте 1912 года о восстании против Мадеро объявил Паскуаль Ороско, который в двухнедельный срок захватил практически весь Чиуауа. Но в мае он понёс от правительственных войск генерала Викториано Уэрты сокрушительное поражение при Рельяно. Панчо Вилья остался верен Мадеро, однако, по сфабрикованному Уэртой обвинению был приговорён к расстрелу. Его спасло вмешательство президента. Началось следствие. Вилья был помещён в тюрьму, из которой позднее бежал в США. К началу октября мятеж был подавлен: Сапата был окружён в Морелосе, Ороско ушёл в США. Но в феврале 1913 года в Мехико произошёл военный переворот. В результате десятидневных боёв («трагическая декада») 19 февраля Мадеро был смещён с поста президента. Временным президентом при формальном соблюдении конституции стал Уэрта. 23 февраля по его приказанию Мадеро был убит по дороге в тюрьму. Уэрта проводил политику классического бонапартизма и готов был опереться на любые силы, поддерживавшие его режим.
Но новую власть не поддержали самые богатые северные штаты. О непризнании правительства объявил губернатор штата Коауилы Венустиано Карранса. Он выдвинул «план Гуадалупе», целью которого было восстановление конституционного правления. Карранса назначался верховным главнокомандующим армии конституционалистов. Недоверие выразил и штат Сонора, где выдвинулись революционные командиры Альваро Обрегон и Плутарко Элиас Кальес. На стороне федеральных сил выступил Ороско. Сапата не признал ни руководство Каррансы, ни легитимность Уэрты. К апрелю 1913 года конституционалисты добились больших успехов в Соноре, где войска Уэрты удерживали только юг. В мае и июне Обрегон нанёс правительственным войскам два крупных поражения у городов Санта-Роза и Санта-Мария. К лету в Морелосе, где воевал Сапата, федеральные силы удерживали только крупные города. В это время гражданская война приняла всеобъемлющий характер. Внешняя и внутренняя экономика пришла в полный упадок. Переломным моментом этой кампании стало взятие конституционалистами Торреона. Командующим силами, захватившими город, был Панчо Вилья, соединивший подчинённые ему части в «северную дивизию», насчитывавшую 8 тыс. человек. Его отряды вошли в город в ночь на 1 октября 1913 года. В результате сражения правительственные войска потеряли убитыми 800 человек, были захвачены запасы боеприпасов и 18 орудий. В октябре Уэрта распустил конгресс и провёл президентские выборы, которые из-за низкой явки были объявлены несостоявшимися. 24 ноября Вилья нанёс серьёзное поражение армии Ороско под Терра-Бланкой.
США, обеспокоенные антиамериканскими настроениями в Мексике, отправили туда свои военно-морские силы, оккупировавшие в апреле 1914 года порт Веракрус. Но ввиду патриотического подъёма среди мексиканцев США были вынуждены отказаться от продолжения интервенции. В апреле конституционалисты взяли Монтеррей. В мае Сапата взял Хохутлу. 23 июня Вилья захватил Сакатекас. Битва за город, в которой погибло от 5 до 6 тыс. федеральных солдат и около тысячи бойцов северной дивизии, стала самым кровопролитным сражением против Уэрты. 6-7 июля Обрегон нанёс крупное поражение правительственной армии под Гвадалахарой. 15 июля Уэрта объявил о своей отставке и 20 числа покинул страну. Мехико был сдан без боя. 18 августа 1914 года в город торжественно въехал Карранса.

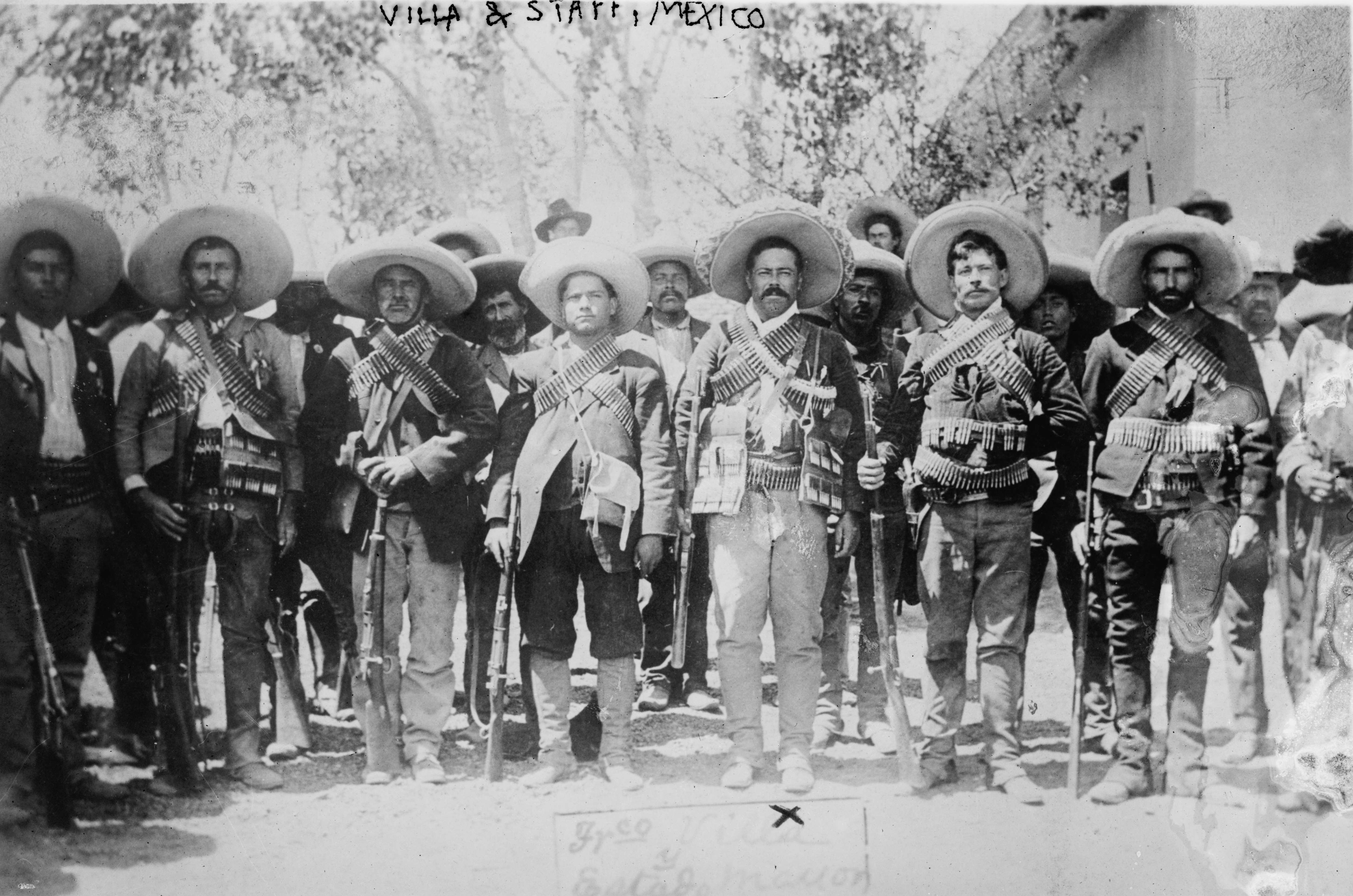
Панчо Вилья (четвёртый справа) со своими командирами, 1910 г.

Карранса не стал вступать в должность временного президента, сохранив пост верховного главнокомандующего. Политическая программа Каррансы не предусматривала социальных реформ и обходила аграрный вопрос, что не устраивало присоединившихся к нему крестьян. Для решения вопросов о власти и предстоящих преобразованиях был созван конвент представителей революционных армий. Он открылся 1 октября в Мехико, а затем был перенесён в Агуаскальентес. Карранса не признал решений конвента и в ноябре, покинув столицу, отправился в Веракрус. После отказа Каррансы уйти в отставку конвент объявил его мятежником. Панчо Вилья в союзе с Сапатой начал борьбу против правительства и в декабре 1914 года их армии заняли Мехико. В январе 1915 года Карранса издал закон об экспроприации латифундий и наделении крестьян землёй — силы Сапаты и Вильи стали редеть и были вынуждены оставить столицу. К марту 1915 года в гражданской войне участвовали 160 тыс. человек: 80. тыс. каррансистов, 50 тыс. вильистов, 20 тыс. сапатистов и 10 тыс. бойцов различных самостоятельных командиров.
В апреле у города Селаи между войсками каррансистов под началом Обрегона и сторонниками Вильи произошло два сражения. В последней битве, в которой участвовало 25 тыс. вильистов и 15 тыс. каррансистов, Вилья был разбит, потеряв убитыми 4 тыс. человек и 5 тыс. ранеными. Потери Обрегона составили 138 солдат убитыми и 276 ранеными. Окончательно армия Вильи была разбита в продолжавшейся более месяца битве при Леоне. К концу 1915 года все территории находились под контролем правительства Каррансы. Вилья и Сапата перешли к партизанским действиям.
После издания Каррансой декрета, запрещавшего иностранным компаниям разведку новых месторождений и бурение скважин без разрешения мексиканского правительства, США предприняли новую интервенцию. Вторжение было объявлено карательной экспедицией против остатков армии Вильи, находящихся около американо-мексиканской границы (см.: приграничная война). В марте 1916 года 10-тысячный отряд американцев под командованием Джона Першинга вступил на территорию Мексики, где произошли стычки с войсками Каррансы. Однако, готовность мексиканцев к отражению агрессии, перспективы затяжного конфликта и тот факт, что США готовились к участию в Первой мировой войне, привели к выводу их войск, который закончился 5 февраля 1917 года.
В декабре 1916 года в городе Керетаро было созвано учредительное собрание, которое 5 февраля 1917 года приняло новую конституцию страны, действующую до сих пор. В конституции провозглашалось равенство всех граждан, все природные богатства объявлялись собственностью государства, предусматривалось проведение аграрной реформы с разделом латифундий и наделением крестьян землёй, церковь отделялась от государства, а её недвижимость становилась национальной собственностью, гарантировался 8-часовой рабочий день, право на создание профсоюзов и забастовки. 11 марта прошли президентские выборы, на которых победил Венустиано Карранса.
Тем не менее, Карранса не торопился осуществлять аграрные преобразования. Борьба правительственных войск с повстанцами продолжалась ещё несколько лет. В 1919 году Сапата был убит, а Вилья продолжал партизанскую войну до 1920 года, когда в результате восстаний Альваро Обрегона и Пабло Гонсалеса Карранса был убит при эвакуации из Мехико в Веракрус.

### Революционный каудилизм
Каудилизм в Мексике отличался от консервативного каудилизма в остальной Латинской Америке. Здесь он связан с именами президентов Альваро Обрегона (1920—1924 гг.) и Плутарко Элиаса Кальеса (1924—1928).
При них был установлен режим с сильной президентской властью и формальным соблюдением демократических свобод. Этот режим должен был обеспечить в послереволюционной обстановке социальную и политическую стабильность, а также проведение реформ. «Революционный каудилизм» провозглашал концепцию надклассового единства, однако, на практике он стал выразителем интересов средней и мелкой буржуазии.

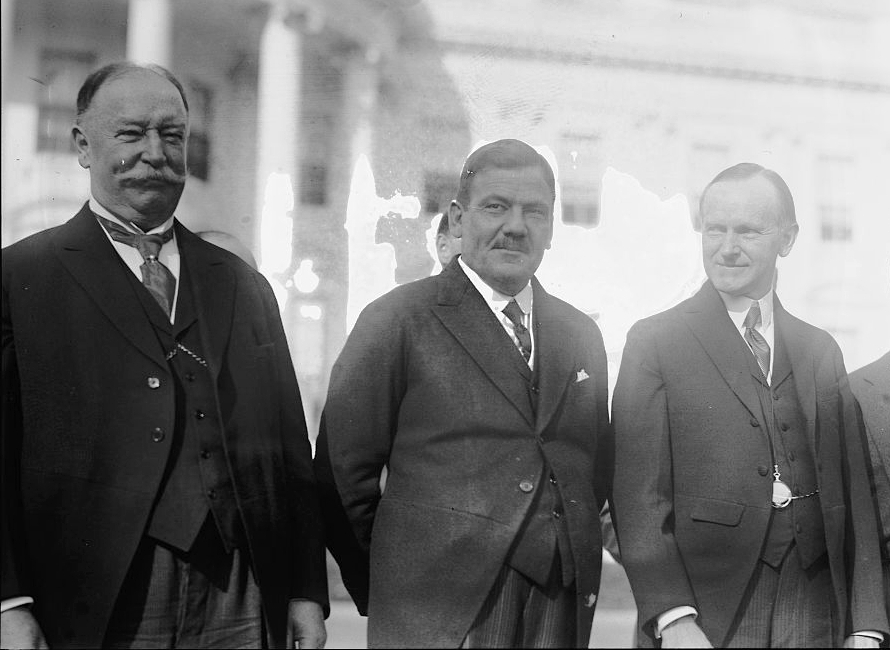
Бывший президент США Уильям Говард Тафт, Плутарко Элиас Кальес и действующий президент США Кальвин Кулидж в Белом доме, 1924 год

В президентство Обрегона началось осуществление обещанной в конституции аграрной реформы. Среди крестьян было распределено 311 тыс. га на постоянной основе, и 751 тыс. га — на временной. Обрегон также поддерживал рабочее движение. Министр просвещения Хосе Васконселос развернул широкую образовательную программу среди сельского населения. Он способствовал культурному расцвету 1920-х гг., известному как «мексиканский Ренессанс». В частности, Васконселос покровительствовал мексиканской монументальной живописи, которая оказала большое влияние на искусство всей Латинской Америки.
Правительство сменившего Обрегона Кальеса объявило о новом этапе «продолжающейся революции» — строительстве развитой экономики и общества социальной справедливости, основанного на сотрудничестве рабочих, крестьян и национальных предпринимателей.
Главной целью аграрной политики стало создание прослойки зажиточного крестьянства и ускорение развития капитализма в деревне. Крестьянским общинам было выдано 3,2 млн га земли, то есть в три раза больше, чем за весь период реформы с 1915 года. Однако большое количество крестьян земли так и не получили.
Позиции иностранного капитала подверглись ограничению, прежде всего это коснулось нефтяной промышленности. Подобные действия вызвали конфликт с правительством США. Хотя Кальес широко использовал антиимпериалистические лозунги, существенно затронуть интересы иностранных компаний он не решился.
Политика в сфере труда выражалась в уступках трудящимся, таких как: 8-часовой рабочий день, признание прав профсоюзов, коллективные договора и арбитраж. Лидеры основного проф. центра страны, Мексиканской региональной рабочей конфедерации, созданной в 1918 году, заняли влиятельные посты в правительственной администрации и конгрессе республики.
К концу 1920-х годов задачи «революционного каудилизма» были по большей части выполнены. Национальная буржуазия укрепила свои позиции и теперь тяготилась «революционностью» и сотрудничеством с рабочими. После 1927 года распределение земель было замедлено, был взят курс на прямое подчинение профсоюзов правительству, а конфликт с американскими нефтяными компаниями был погашен за счёт значительных уступок. Мексиканская региональная рабочая конфедерация, утратившая поддержку режима, распалась.

### Восстание кристерос
Конституция 1917 года лишила церковь права владеть недвижимым имуществом и приобретать его. Упразднялись монастыри, запрещалось религиозное обучение. Религиозные акты могли проводиться только в стенах специально отведённых помещений. Священникам запрещалось носить церковное облачение в общественных местах. Не разрешалось поднимать в проповедях какие-либо политические вопросы. Все служители церкви лишались избирательных прав. Запрещалась деятельность любых общественных организаций, в названии которых была отражена их связь с религией или церковью.

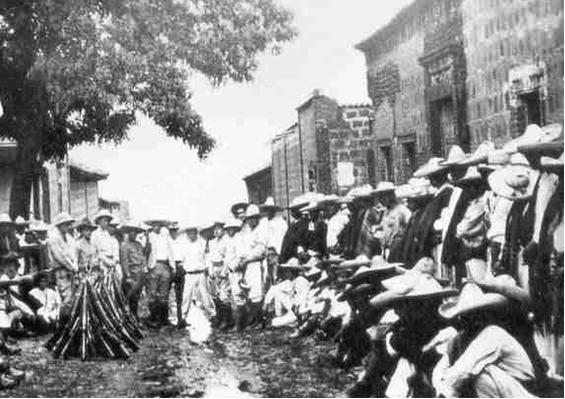
Солдаты армии кристерос

В начале 1926 года Плутарко Элиас Кальес принял ряд мер по осуществлению антиклерикальной программы конституции. В конце февраля из страны были высланы несколько десятков иностранных священников, не имевших по конституции права отправлять службу на территории Мексики. Президент предложил также изменить или дополнить уголовное законодательство, предусмотрев в нём наказание за нарушение антиклерикальных положений конституции. В июне был опубликован текст такого закона (вступавшего в силу 1 августа), в качестве наказания он предусматривал штрафы и лишение свободы сроком до 6 лет.
В июле 1926 года мексиканские епископы решили приостановить проведение богослужений в церквях. Этот шаг ознаменовал начало восстания кристерос, сторонников церкви, в основном крестьян, которые убивали представителей правительства и сжигали светские школы. Также в 1928 году религиозным фанатиком был убит вновь избранный президент — известный своим антиклерикализмом Альваро Обрегон.
Урегулирование конфликта стало возможным при лояльно настроенном к церкви президенте Эмилио Портесе Хиле. В 1929 году при содействии США и Ватикана удалось примирить духовенство и мексиканское правительство. 21 июня между ними было подписано соглашение, которое, в частности, разрешало священникам обучать католической доктрине в церковных помещениях и подавать петиции о реформировании законодательства.
Восстание унесло жизни 90 тыс. человек правительственных войск и кристерос. Несколько лет спустя, кристерос вновь напомнят о себе, убив в 1935—1939 гг. около 300 сельских учителей.

### Создание национально-революционной партии
Великая депрессия обострила классовые и социальные противоречия, подорвав основы «революционного каудилизма». Окружение Кальеса всё больше тяготело к сотрудничеству с помещиками и иностранным капиталом. В 1930 году были разорваны дипломатические отношения с СССР, которые Мексика установила в 1924 году первой из стран Америки.
Кальесу и его сторонникам становилось трудно удержать влияние. После окончания срока президентских полномочий в конце 1928 года Кальес сохранил положение верховного вождя революции и контроль над часто меняющимися правительствами. В марте 1929 года по инициативе Кальеса была образована национально-революционная партия (НРП). В новую партию, которая должна была сплотить силы, составлявшие основу «революционного каудилизма», вошли большинство буржуазных политических группировок, военные, мелкобуржуазные течения, крестьянские организации и часть рабочих.
До создания партии в Мексике существовали лишь как временные объединения, большинство из которых создавались на период президентских выборов. Кальесу удалось привлечь в партию все важные мексиканские политические группы и в то же время не допустить в неё ни одного независимого лидера. Каждый государственный служащий должен был вносить в фонд НРП часть жалования. Таким образом партия получала большие средства и полуофициальное положение.

### Реформы Ласаро Карденаса

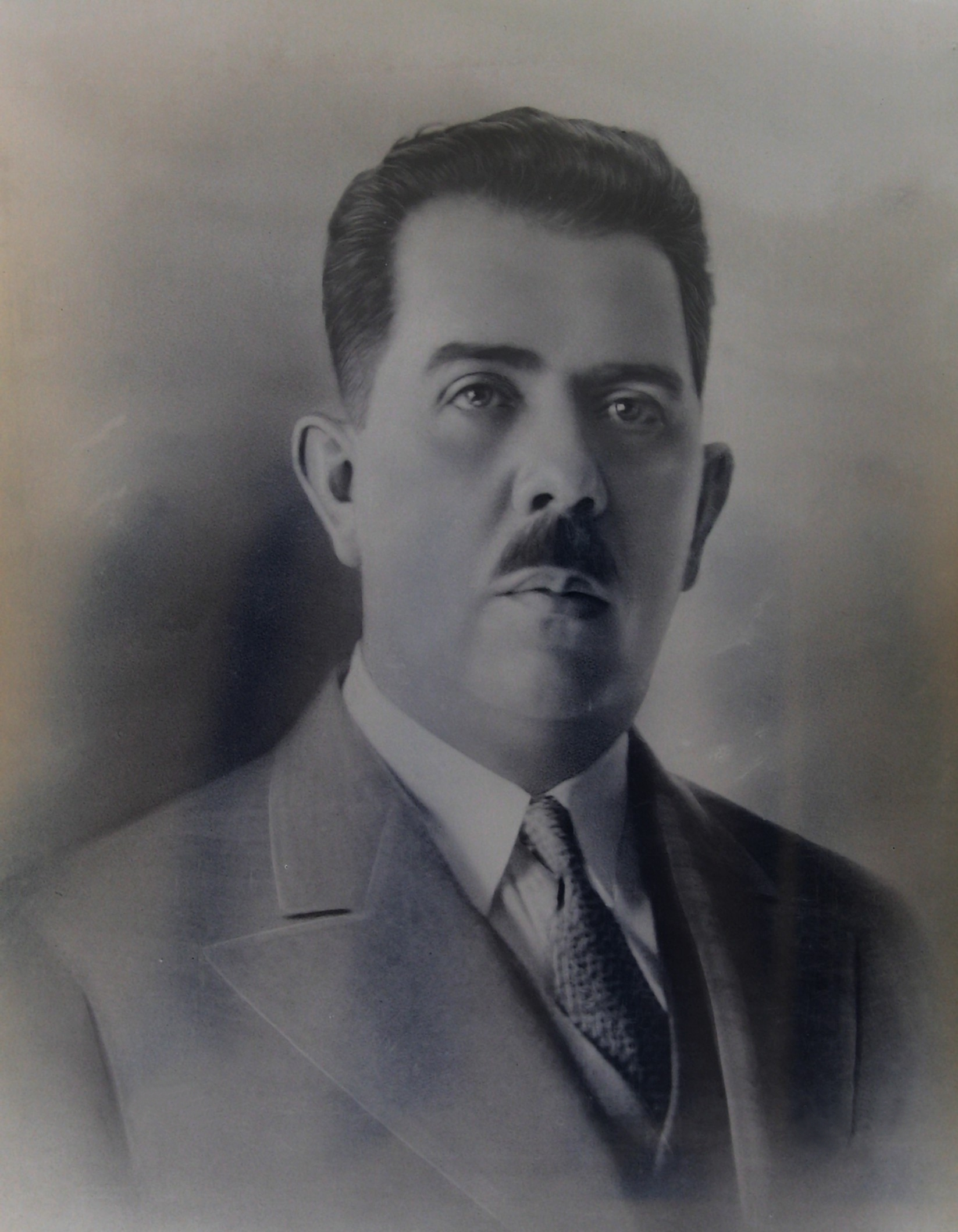
Ласаро Карденас

Однако, влияние Кальеса снижалось, и в 1933 году он был вынужден согласиться на выдвижение кандидатом в президенты от НРП представителя её левого крыла, генерала Ласаро Карденаса. В 1934 году Карденас одержал победу. Новое правительство развернуло широкую реформистскую кампанию.
Было организовано проведение аграрной реформы. С 1934 года по 1940 год крестьянам-общинникам было передано 18,4 млн га земли. Доля общинников среди сельскохозяйственного населения увеличилась с 15,5 % в 1930 году до 41,8 % в 1940 году. Доля общин («эхидо») в пахотных землях выросла с 13,3 % до 47,4 %. Улучшилось качество предоставляемых общинам земель: в 1930 году эхидо владели 13,1 % орошаемых территорий, а в 1940 году — 57,3 %. Поощрялись крестьянские общины, где земля и техника использовались коллективно. Однако, в то же время в эхидо усиливался процесс расслоения крестьянства.
Трудящиеся добились повышения заработной платы, установления в ряде отраслей 40-часовой недели, закрепления системы коллективных договоров. В 1936 году был создан единый национальный профсоюзный центр — конфедерация трудящихся Мексики (КТМ). В конфедерацию вошли основные профсоюзы страны. Количество членов КТМ к 1940 году выросло с 200 тыс. на момент создания до 1,5 млн человек.
С целью ограничения деятельности иностранных монополий в октябре 1936 года был принят закон, предоставлявший правительству возможность национализировать собственность иностранных компаний. В 1937 году были частично национализированы железные дороги. Они передавались в управление рабочей администрации профсоюза железнодорожников.
18 марта 1938 года Ласаро Карденас приступил к экспроприации собственности иностранных нефтяных компаний, что привело к обострению отношений с США и Британией. Дипломатические отношения с Британией были разорваны. В ходе национализации была создана государственная нефтяная компания «Пемекс», которая стала играть важную экономическую и политическую роль.
Карденас предпринимал решительные шаги в отношении ликвидации массовой неграмотности, особенно среди индейцев. Выросло число школ, технических училищ, был создан рабочий университет.
Внешняя политика Карденаса была направлена на обеспечение национального суверенитета. В свете ухудшения отношений с США и Британией Мексика наладила экономические связи с Германией, Италией и Японией. Однако, она осуждала фашизм, и после начала итальянской агрессии против Эфиопии на торговлю с Италией было наложено эмбарго. При Карденасе Мексика оказывала помощь испанским революционерам, а в 1939 году в Мексике укрылось значительное число потерпевших поражение испанских республиканцев. В 1937 году здесь нашёл убежище Лев Троцкий.
В марте 1938 года Карденас и его сторонники объявили о преобразовании НРП в партию мексиканской революции (ПМР). В ПМР вошли различные общественные организации: конфедерация трудящихся Мексики, национальная крестьянская конфедерация и др. Численность ПМР к 1940 году насчитывала 4 млн человек. Программа партии предполагала дальнейшее развитие преобразований, в том числе «подготовку народа к утверждению рабочей демократии и установлению социалистического строя».
Карденас и его сторонники старались подготовить страну к социализму. Но подрыв позиций помещиков и иностранного капитала создавали условия для развития местного капитала. Патерналистские методы руководства облегчили приобщение к политике широких слоёв населения, но они не были готовы к самостоятельным действиям. Тем не менее были обеспечены условия для ускорения капиталистического развития, ослаблена зависимость от иностранного капитала, укрепился мексиканский суверенитет и улучшилось положение народных масс.

### Мексика во Второй мировой войне

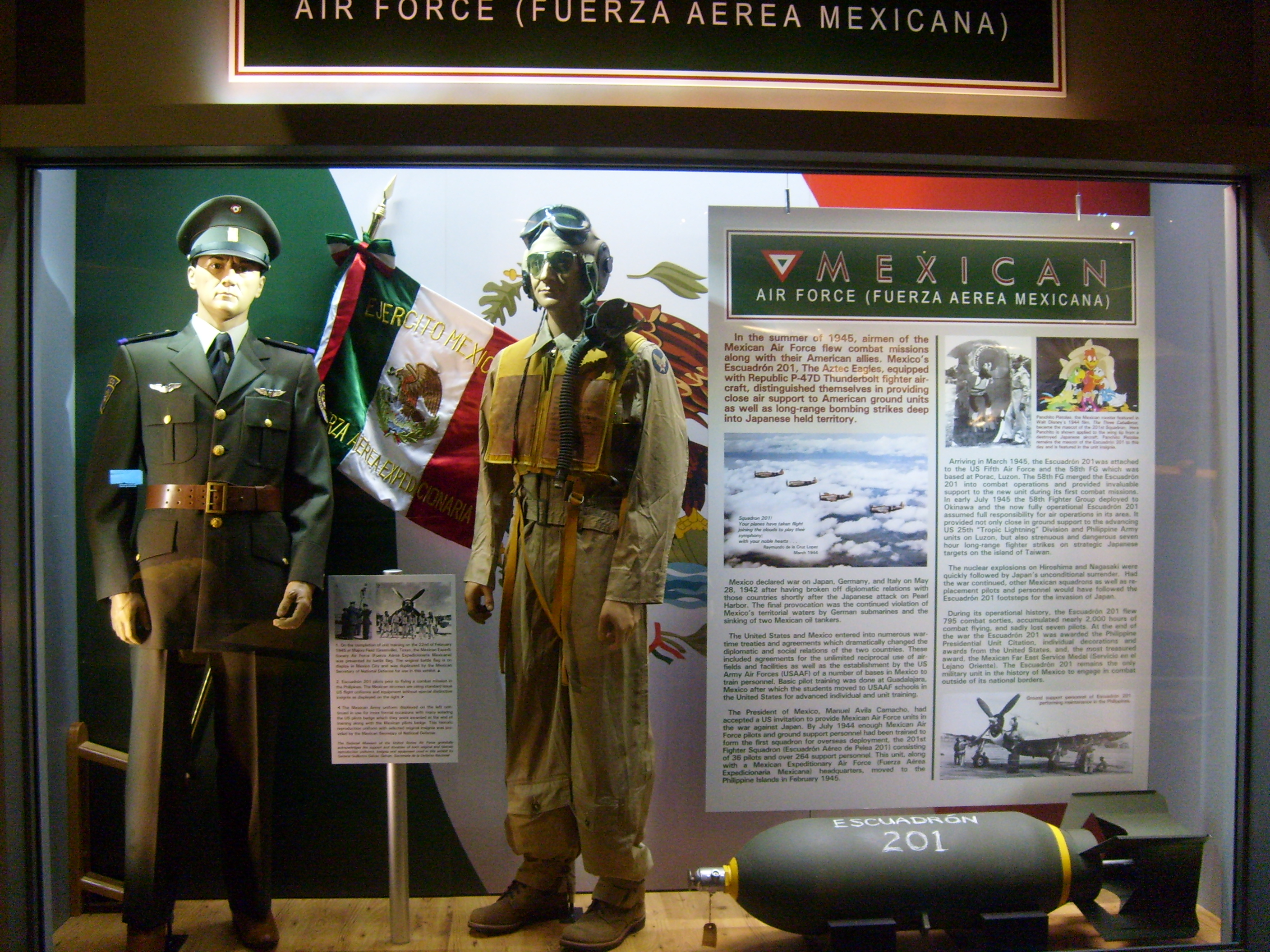
Форма мексиканских экспедиционных ВВС

После начала войны все государства Латинской Америки объявили вслед за США о своём нейтралитете. 23 сентября — 3 октября 1939 года в Панаме министрами иностранных дел американских государств была принята декларация о нейтралитете. Вдоль всего побережья США и Латинской Америки была установлена 300-мильная «зона безопасности», которая подлежала совместной охране.
Но победы нацистов в Европе, вовлечение в войну всё большего числа государств и нападение на СССР показали опасность, которая грозила всему миру. В странах Латинской Америки росло движение солидарности с государствами антигитлеровской коалиции. В декабре 1941 года Мексика разорвала дипломатические отношения со странами «оси Берлин-Рим», а 22 мая 1942 года Мексика объявила Германии войну. Для помощи СССР были созданы «общество друзей СССР» и «молодёжный комитет помощи России». В ноябре 1942 года были восстановлены мексикано-советские дипломатические отношения. В феврале 1945 года Мексика направила на Тихий океан авиаэскадрилью из 300 человек. Эскадрилья участвовала в военных действиях против Японии на Филиппинах и острове Тайвань.
21 февраля — 8 марта 1945 года в Мехико была проведена конференция американских государств, получившая название Чапультепекской. На конференции была принята Чапультепекская декларация, в которой был провозглашён принцип взаимной помощи и солидарности стран континента, по предложению США была принята экономическая хартия, в которой говорилось о постепенной отмене таможенных барьеров, гарантиях иностранному капиталу, недопущении дискриминации.

### Мексиканское «экономическое чудо»

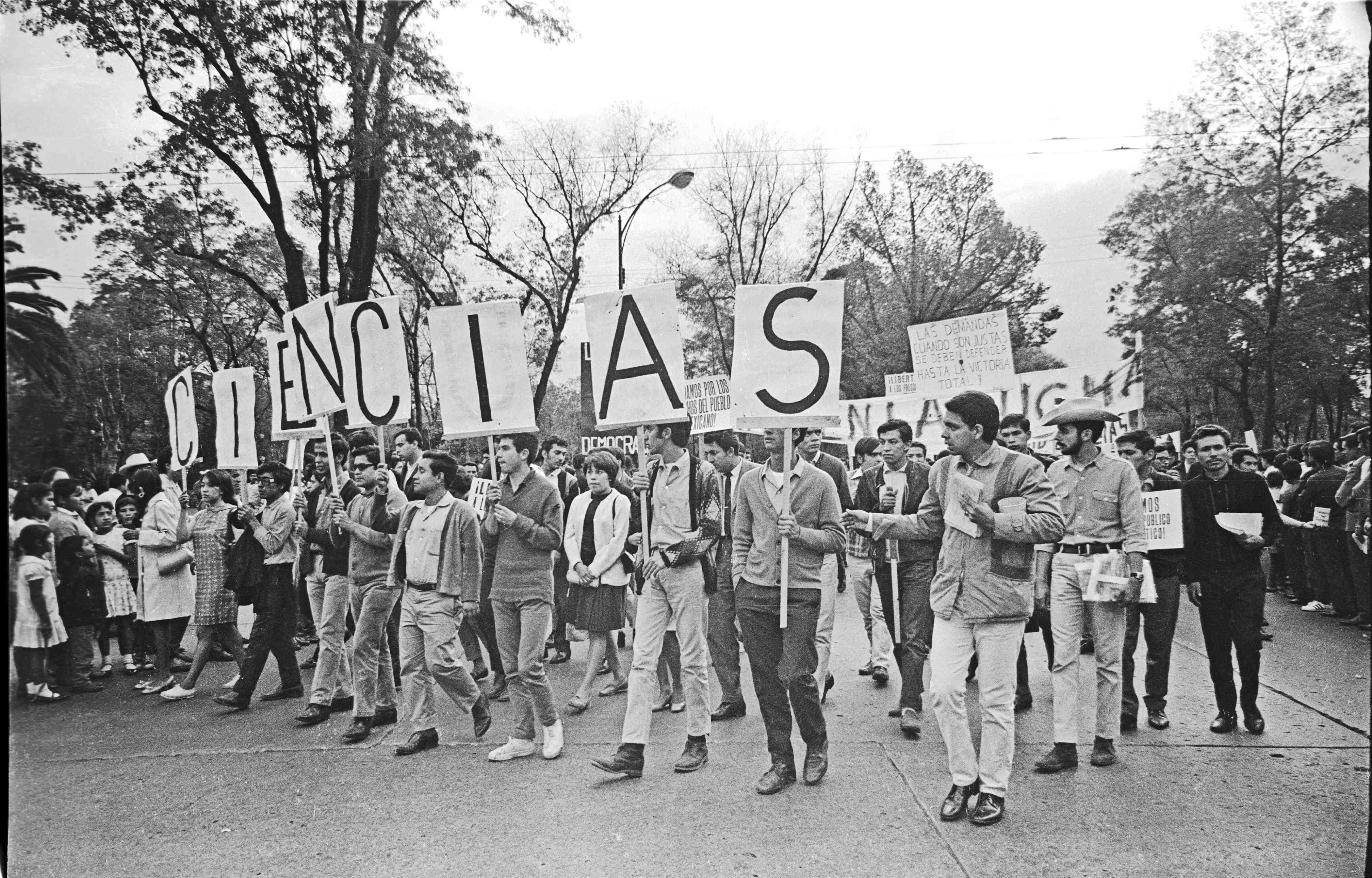
Студенческая демонстрация. Август 1968 года

Во Второй мировой войне Мексика выступила союзником антигитлеровской коалиции. Финансовая и технологическая помощь Соединённых штатов позволила Мексике модернизировать железные дороги и промышленность. Лишившись европейского импорта, Мексика была вынуждена развивать собственное производство. Война подняла мировые цены, создав тем самым благоприятные условия для мексиканской торговли.
В 1942 году было подписано соглашение об урегулировании американо-мексиканского конфликта. Прямые капиталовложения США выросли с 316 млн долл. в 1946 году до 787 млн в 1957 году. США также занимали монопольное положение в мексиканской внешней торговле.
После войны начался период экономического роста: выполнения программ индустриализации, промышленного развития регионов, ирригации, внедрения новых аграрных технологий. К 1958 году Мексика вышла на первое место в Латинской Америке по общему объёму промышленной продукции.
Важную роль играл государственный сектор. После реформ Карденаса государству принадлежали железные дороги, нефтяная и нефтеперерабатывающая промышленность, 12-15 % обрабатывающей промышленности. На его долю приходилось от 33 % до 43 % всех капиталовложений.
Рост производства повлёк за собой почти двукратный рост численности промышленных рабочих за 1940—1950-е гг., их количество выросло с 420 до 800 тыс. Число рабочих, занятых в сельском хозяйстве, увеличилось с 1,2 до 2 млн человек. Доля промышленности в валовом внутреннем продукте превышала долю сельского хозяйства — страна постепенно становилась индустриально-аграрной. Аграрная реформа в 1940—1950-е замедлилась — за 18 лет (1940—1958 гг.) крестьяне получили 12,3 млн га земли. В 1958—1964 гг. раздача земель вновь ускорилась, была предпринята реформа налогообложения, национализированы предприятия энергетики и киноиндустрии.
В период 1964—1970 гг. быстро развивалось производство с ежегодным приростом валового национального продукта на 6,5 %. Выросли доходы на душу населения. С 1958 года по 1970 год более 600 тыс. крестьянских семей получили 32 млн га, тогда как при Карденасе только 18 млн га. Удельный вес эхидального (общинного) сектора вырос за 1960-е с 26 % до 49,8 % сельскохозяйственных угодий. В 1969 году в Мехико были открыты первые линии метро. За 1960-е гг. население страны увеличилось с 37 до 51 млн человек. Несмотря на успехи в экономике, из-за неадекватного распределения материальных богатств проблемы в сфере образования и социального обеспечения быстро растущего населения не могли быть эффективно решены.
Появление нового латифундизма, существование большого количества малоимущих крестьянских хозяйств и избыток сельского населения стали причинами дальнейшего развития социальных противоречий. Часть населения нелегально пересекала границу США.
В 1968 году растущее социальное напряжение привело к студенческим волнениям, а 2 октября 1968 года за десять дней до начала XIX летних Олимпийских игр по вине властей произошёл повлёкший сотни жертв расстрел мирной студенческой демонстрации на площади Трех культур. Пришедший к власти в 1970 году президент Луис Эчеверриа попытался снизить накал в обществе и повысить авторитет ИРП путём новых реформ. Его правительство взяло курс на демократизацию избирательного процесса, ослабление экономической зависимости от США, активизацию аграрной реформы. Однако, последнее осложнялось тем, что фонд земель, подлежащих экспроприации, был практически исчерпан. Тем не менее, правительству удалось выявить и экспроприировать 2 млн га пустующих земель. А в 1971 году был принят закон, запретивший любые формы отчуждения общинной земли, передачу её в аренду и другие сделки, допускавшие участие третьих лиц в использовании земли. Между 1976 и 1982 гг. Мексика увеличила добычу нефти в три раза, став одной из лидирующих нефтедобывающих стран. Однако, падение цен на нефть привело к национализации банков, проведению 75 % девальвации мексиканского песо и сокращению расходов на импорт и содержание государственного аппарата.

### Институционно-революционная партия

Эмблема Институционно-революционной партии

Институционно-революционная партия (ИРП) — такое название приобрела в 1946 году партия мексиканской революции — заняла монопольное положение в политической жизни страны. Главой партии являлся президент Мексики, а ведущее положение в партии заняла партийно-государственная бюрократия. Организации трудящихся, такие как конфедерация трудящихся Мексики, контролировались ИРП и правительством.
Несмотря на то, что временами в партии преобладали социал-демократические тенденции, ИРП не ассоциировала себя с мировой социал-демократией. Подчёркивался именно национальный характер идеологии, провозглашавшей продолжение перманентной Мексиканской революции до полного претворения в жизнь её идеалов: суверенитета, свободы, демократии, социальной справедливости. Для оправдания декларированного политического плюрализма правящий режим поощрял создание многочисленных партий, финансируя их деятельность и предвыборные кампании. Однако, до конца 1970-х гг. число партий, которые были официально зарегистрированы и допущены до выборов, без учёта ИРП, не превышало трёх.
Национал-реформистский курс ИРП подвергался критике как правых, так и левых сил. Но оппозиция была ограничена в возможностях. В 1940—1950-е гг. правые объединились вокруг партии национального действия (ПНД). ПНД представляла интересы финансово-промышленных кругов, связанных с американским капиталом, а также земледельческих и католических кругов. Несмотря на то, что ПНД не могла составить конкуренцию ИРП, она добилась представительства в национальном конгрессе и пыталась оказывать давление на правящую партию. Левую оппозицию того периода составляли мелкие партии, в то же время левые течения были представлены и в самой ИРП. С 1919 года в Мексике существовала коммунистическая партия, допущенная к участию в выборах только в 1979 году. С 1935 года консолидировалось ультраправое движение Текос неофашистского толка. Опорой Текос являлся автономный университет Гвадалахары, основанный группой католических активистов, включая Антонио Леаньо. Среди лидеров Текос был активный участник революции и политической борьбы времён каудильизма Хорхе Прието Лауренс.
После событий 1968 года всё чаще стали звучать требования изменений политической системы. В 1970—1980-х гг. был проведён ряд конституционных и избирательных реформ. Однако, по-прежнему сохранялась практика подлогов и фальсификаций результатов выборов. В этот период в условиях длительной монополии ИРП, бюрократизации и коррупции крупная буржуазия стала настойчивее стремиться к участию в политической власти и требовать соблюдения своих интересов. Это привело к усилению роли ПНД. В 1982 году она набрала 15,7 % голосов и 51 из 400 мандатов в палате депутатов, а ИРП — 70,9 % и 299 мандатов. В 1980-е ПНД заняла более умеренные позиции.
В 1988 году из ИРП выделилось левое течение под управлением Куаутемока Карденаса, сына известного реформатора. Это движение послужило основой для левой коалиции — национального демократического фронта. На выборах 1988 года ИРП получила 50,4 % голосов и 263 мандата из 500 в палате депутатов, ПНД — более 17 % и 101 мандат, национальный демократический фронт — 31,1 % и 136 мандатов. Эти выборы обозначили переход к политическому плюрализму.

### Неолиберальные реформы

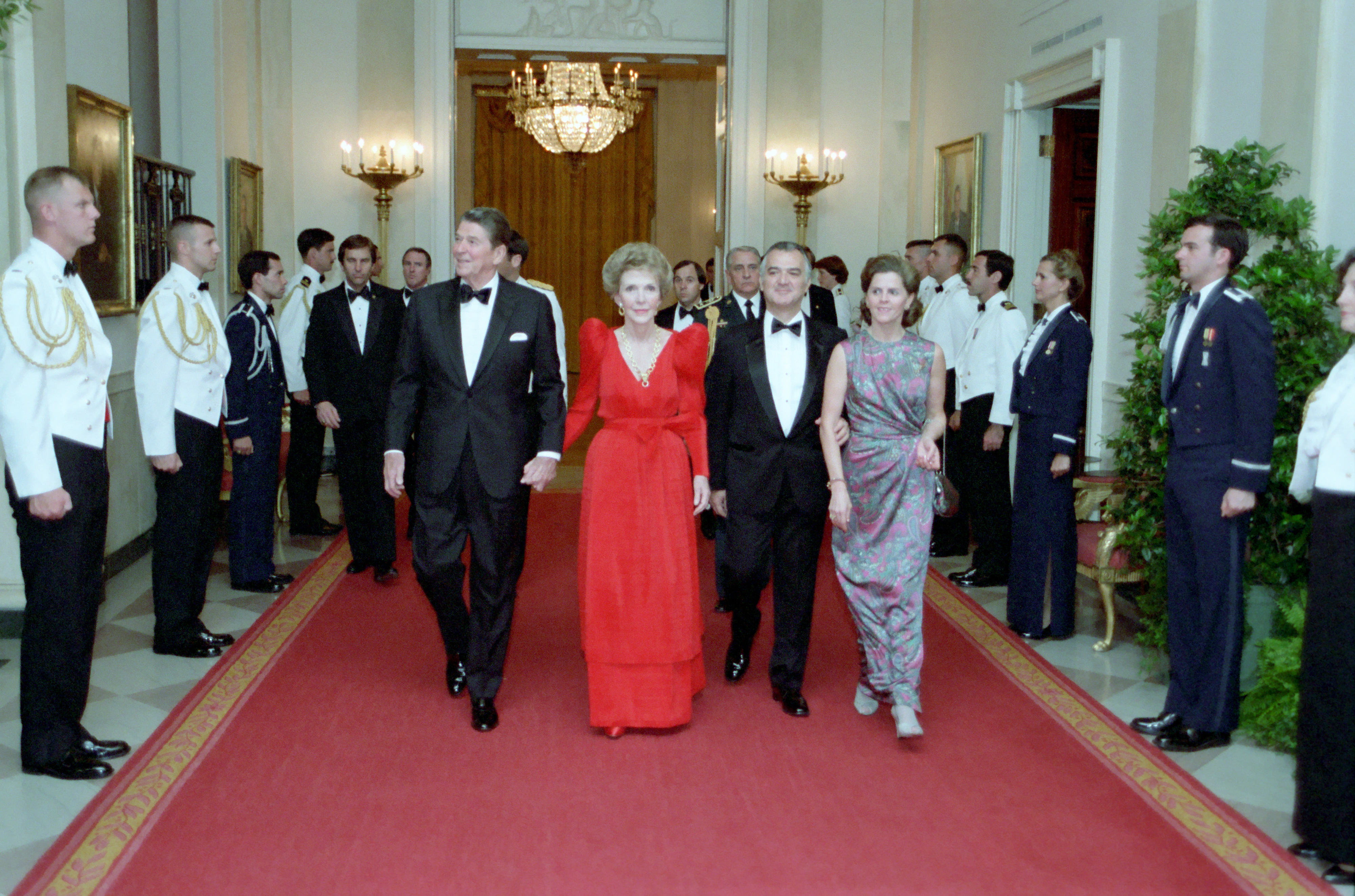
Рональд Рейган, Нэнси Рейган, Мигель де ла Мадрид, Палома Кордеро на приеме в Белом доме, 1984 год

В разгар кризиса 1982—1983 годов к власти пришло правительство Мигеля де ла Мадрида. Де ла Мадрид начал борьбу с коррупцией, возбудив уголовные процессы против двух чиновников предшествующей администрации. Однако, он не тронул бюрократический аппарат ИРП и связанных с ним профсоюзных лидеров.
По рекомендации международных финансовых организаций правительство приняло программу экономии и переориентации на частный сектор. В стране начался период неолиберальных реформ.
Была произведена приватизация государственных предприятий, уменьшены государственные расходы, сокращён административный персонал и проведена частичная приватизация ранее национализированной банковской системы. Ограничения на импорт были сокращены, а возможности для иностранных инвестиций либерализованы.
В 1984—1985 годах произошёл новый экономический подъём, однако, скоро произошло очередное падение цен на нефть. В 1986 году ВВП сократился на 3,7 %, инфляция 1987 года составила 143,6 %. С 1983 по 1987 год страна получила кредитов на 31 млрд долл., но за те же годы выплатила по внешней задолженности 67,4 млрд. Внешний долг к 1989 году превысил 107 млрд долл., а утечка национального капитала в США составила 50 млрд. Подобное положение не позволило Мексике разрешить экономические проблемы.
19 сентября 1985 года в Мехико произошло сильное землетрясение магнитуды 8,0. Число жертв по официальным оценкам составило 10 тыс. человек. Из-за неспособности режима к эффективной борьбе с последствиями катастрофы ещё больше было подорвано доверие к правительству.
В 1986 году Мексика присоединилась к генеральному соглашению по тарифам и торговле, против вступления высказались все левые политические силы и большинство профсоюзных и общественных организаций. Этот шаг подготовил почву для завершающей фазы неолиберального проекта, осуществлённой преемником де ла Мадрида.
Пришедший к власти в 1988 году Карлос Салинас также проводил политику поощрения частного капитала, снижения таможенных пошлин и сокращения госсектора. При помощи экономии правительство Салинаса смогло стабилизировать финансовую систему и курс песо к доллару. Салинас предпринял ряд мер, направленных на борьбу с наркомафией: за пять лет было уничтожено 100 тыс. га плантаций наркотических растений и арестовано 89 тыс. человек, подозреваемых в связях с наркокартелями. Была разработана программа защиты неимущих (программа национальной солидарности). А также был взят курс на сближение с римско-католической церковью.
В условиях стагнации аграрного сектора с целью увеличения конкуренции и индивидуализации была проведена реформа, наделившая общинников правом собственности на землю. 7 ноября 1991 года президент Салинас инициировал обсуждение по изменению конституции, которое окончилось принятием в 1992 году нового аграрного закона. В нём определялся статус эхидальных хозяйств, которые теперь объявлялись юридическими лицами, а их члены полными собственниками своих земельных наделов, при этом последние имели право на ликвидацию общины. Также крестьяне получили право продавать и сдавать свои участки в аренду. Однако, сохранял силу запрет, предотвращающий создание латифундий, и члены общины-эхидо не могли владеть более 5 % её земли. Одновременно из-за уменьшения льготного государственного финансирования усилилась декапитализация крестьянских хозяйств, а увеличившиеся задолженности ускорили их разорение. Доля сельского хозяйства в национальном производстве снизилась до 5 %.
По причине исчерпания фонда земель, подлежащих экспроприации, и создания свободного земельного рынка государство отказалось от раздела между крестьянами экспроприированной земли. Таким образом, если в период с 1915 года по 1988 год между крестьянами было распределено 80 млн га земли, то в период с 1989 по 1994 годы только 520 га.
В ноябре 1993 года Мексика и США подписали соглашение о создании североамериканской зоны свободной торговли (НАФТА), вступившее в силу 1 января 1994 года. Было предусмотрено постепенное введение в пределах зоны свободного перемещения товаров, капитала и рабочей силы.

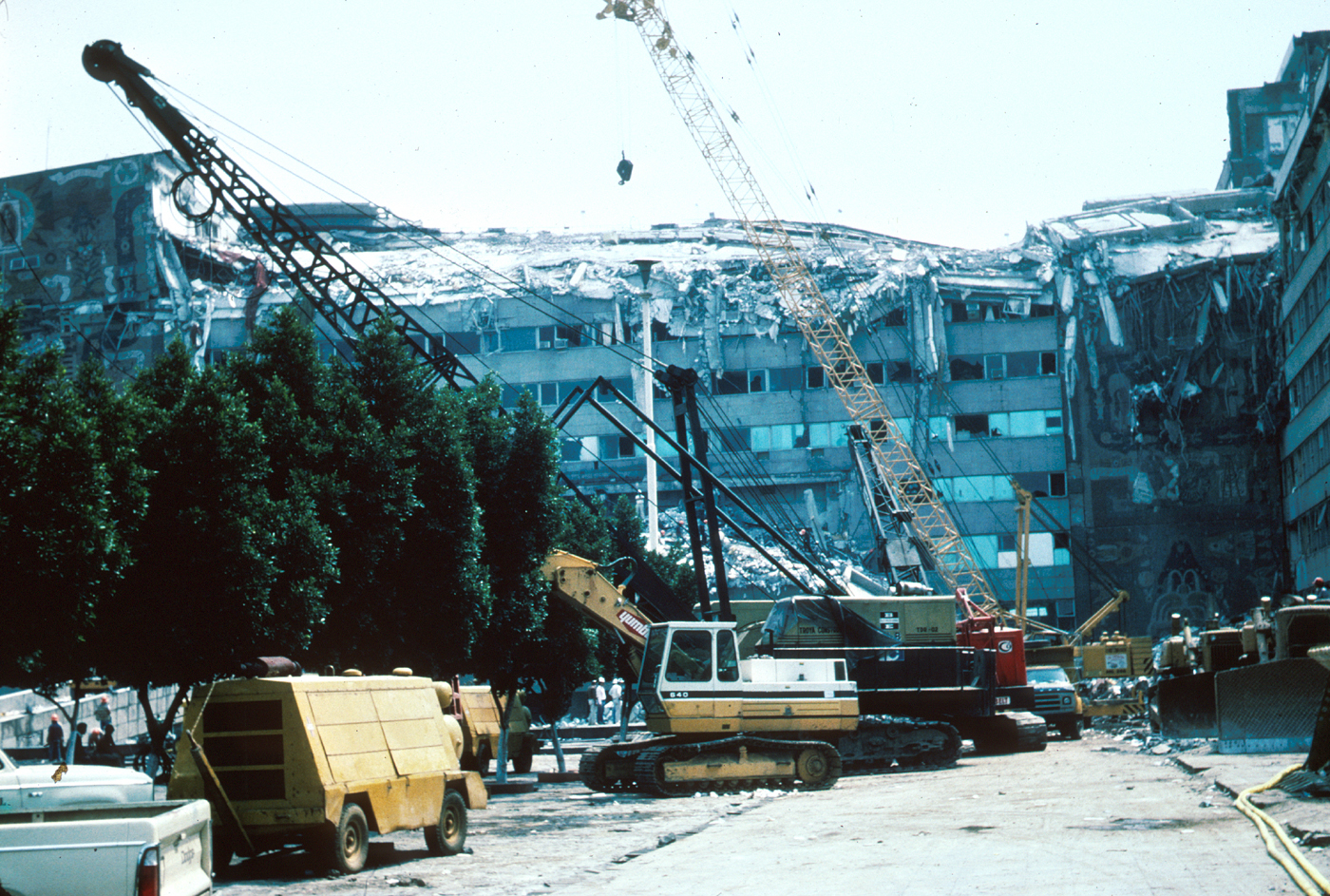
Здание Министерства транспорта и связи, разрушенное в результате землетрясения 1985 года

С помощью этого соглашения правительство Салинаса надеялось увеличить сбыт мексиканских товаров на американский рынок, решить проблемы занятости и миграции, устроить избыточную рабочую силу в США, ожидался рост промышленных предприятий с передовыми технологиями и высоким качеством продукции. Мексика также обязывалась открыть доступ компаниям из США и Канады к своим телекоммуникациям и снять ограничения деятельности совместных предприятий.

### Восстание сапатистов
1 января 1994 года началось вооружённое восстание сапатистов, основную массу которых составили бедные индейцы-крестьяне. Повстанцы выдвигали требования конституционного закрепления прав коренных народов Мексики и выступали против неолиберальных реформ, ратификации договора НАФТА и законов, разрешавших продажу и покупку крестьянских общинных земель.
Их отряды без единого выстрела заняли семь муниципальных центров штата Чьяпас. Но уже 2 января сапатисты отошли в горы под натиском федеральных войск, авиация начала бомбёжки сельвы. На улицы Мехико и других городов страны стихийно вышли сотни тысяч людей, требуя от правительства прекращения бойни и начала переговоров. 12 января президент Эрнесто Седильо заявил об одностороннем прекращении огня и согласился на начало мирного диалога. В столкновениях погибло около 150 человек.
В 1995 году прошли длительные переговоры с властями. САНО (сапатистская армия национального освобождения) и федеральное правительство подписали так называемые «соглашения Сан-Андреса», предполагающие изменение конституции Мексики и признание в ней прав и культуры индейских народов, а также права на автономию и самоуправление индейских общин и населяемых ими территорий. Но положения этих соглашений так и остались на бумаге и игнорируются нынешними властями.

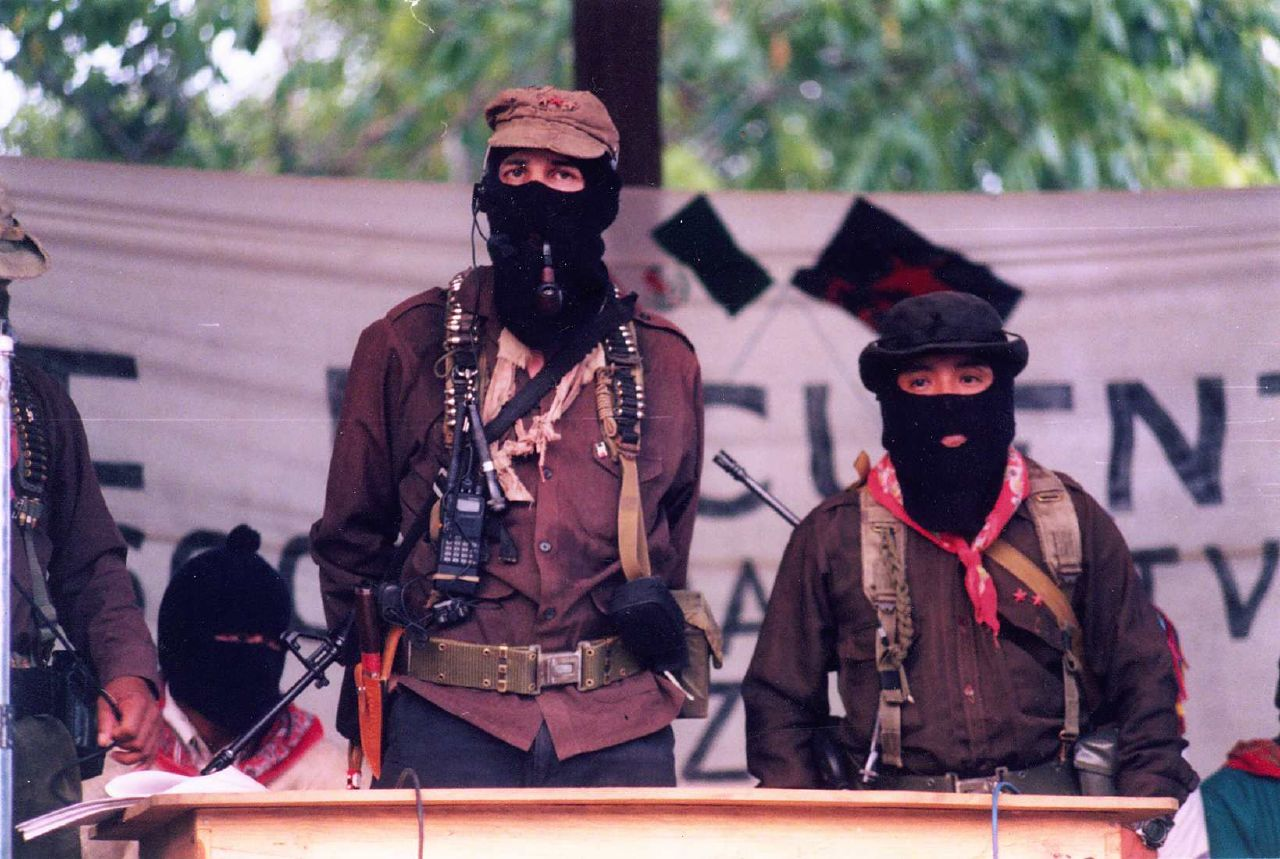
Субкоманданте Маркос

Впрочем отказавшись от прямого вооружённого противостояния, сапатисты не собирались отказываться от своих целей — полной реорганизации управления нацией снизу доверху и перестройки её в «левом» ключе. В настоящее время они продолжают удерживать созданные ими 32 муниципалитета, практически независимые от центральной власти, в которых управление, а также система здравоохранения и образования заново созданы по их образцу. Эту систему, предусматривающую «прямую демократию» в противовес привычному парламентаризму, сапатистское движение намерено распространить на всю страну. Ради этого субкоманданте Маркос, главный идеолог и пропагандист сапатистов, объявил в 2006 году в очередной, шестой по счёту, декларации Ларандонской сельвы о том, что сапатисты намереваются начать «иную кампанию», добиваясь своих целей легальными средствами.

### Финансовый «текиловый кризис»[Прим. 30]
Из-за восстания сапатистов инвесторы стали с осторожностью относиться к вложению своих денег в нестабильном регионе.
В 1994 году, после убийства кандидата в президенты от ИРП Луиса Дональдо Колосио, новым кандидатом от этой партии был назначен экономист Эрнесто Седильо Понсе де Леон, который в июле 1994 года был избран главой государства, набрав 50,2 % голосов. В канун президентских выборов в Мексике осложнилась внутриполитическая обстановка. Реакция Мексиканской биржи на эти изменения привела её на последнее место в списке 24 крупнейших бирж мира. Падение акций вызвало перемещение средств на рынок ценных бумаг с фиксированными доходами и отток капитала из страны.

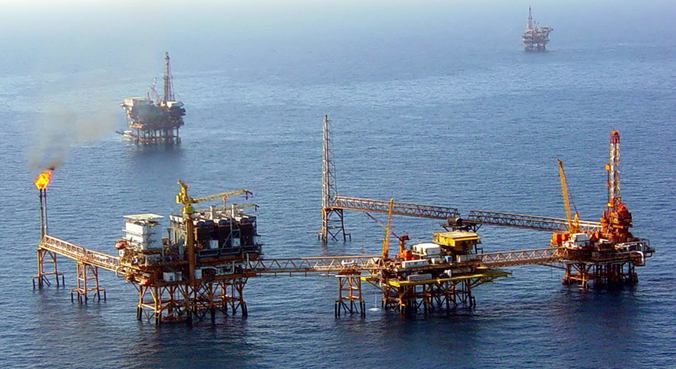
Нефтяная платформа — нефть стала основной статьей экспорта в Мексике

Застой в сфере производства и рост торгового дефицита сделали Мексику не привлекательной для иностранных инвестиций. Ввиду сокращения притока инвестиций правительство повысило процентные ставки по государственным облигациям и перевело большую часть внутренних краткосрочных долговых обязательств на краткосрочные государственные облигации, индексированные к доллару. Однако, подобная политика привела к усилению кризиса: индексация задолженности повлекла рост государственного долга и снижение эффекта девальвации.
Правительству и банку Мексики при финансовой помощи США временно удалось успокоить иностранных инвесторов и бо́льшую часть 1994 года инфляция удерживалась на уровне 6,9 %. Но с ноября по декабрь валютные резервы упали с 17,1 до 3,8 млрд долл. Курс песо, который до 20 декабря был 3,5 за долл., колебался, доходя до 8 за долл. Платёжеспособность страны оказалась под угрозой, поскольку Мексика не располагала средствами для оплаты краткосрочных государственных обязательств.
3 января 1995 года публикуется программа выхода из кризиса, предусматривавшая следующие меры: сокращение внешнеторгового дефицита, восстановление равновесия между основными макроэкономическими показателями, сглаживание инфляционных последствий девальвации путём постепенного повышения цен, замораживания зарплаты, сокращения государственных расходов. Ограничив рост денежной массы и уменьшив объём банковских операций, Мексика избежала гиперинфляции, но доверие иностранных кредиторов вернуть не удалось. Общий объём финансовой помощи Мексике составил 51,8 млрд долл. — беспрецедентной в то время суммы.

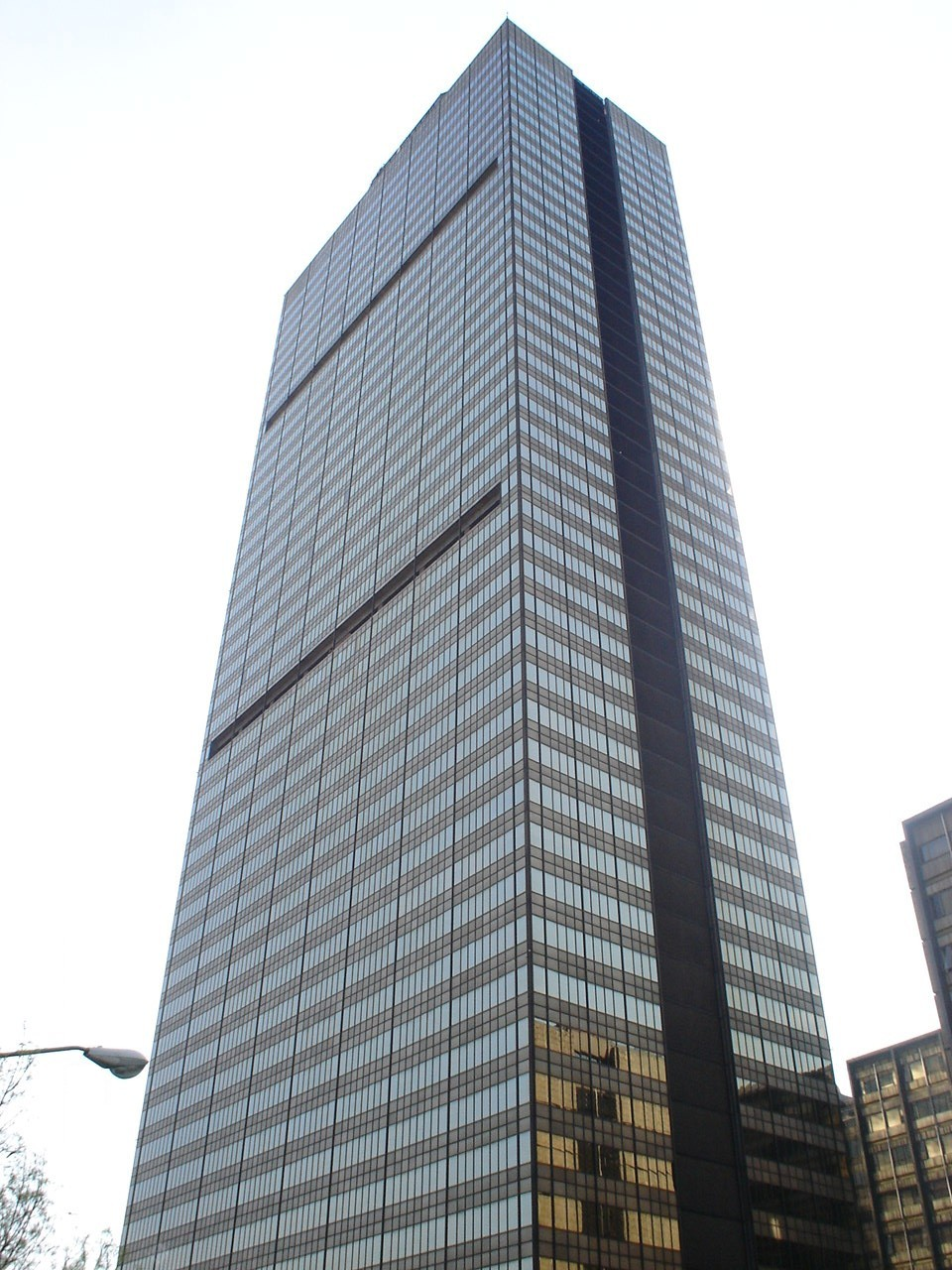
Здание государственной нефтегазовой компании «Пемекс». Мехико

Обанкротилось около 20 тыс. предприятий. Без работы осталось 700 тыс. человек. Большой объём непогашенной задолженности привёл к кризису кредитной системы. Финансовый кризис в Мексике выявил целый ряд недостатков в её экономике, таких как зависимость от США и отсутствие механизмов регулирования внешних финансовых потоков.

### Выборы 2000 года
В 1994 году была принята поправка к конституции, расширявшая возможности общественного контроля за ходом выборов. Оппозиция получила доступ к средствам массовой информации, были обеспечены более равные возможности финансирования избирательных кампаний. В 1996 году в избирательную систему были внесены изменения, затруднявшие фальсификацию результатов выборов. В 1997 году, участвуя в парламентских выборах, ИРП набрала только 39 % и 239 мандатов из 500, лишившись таким образом абсолютного большинства в палате депутатов.
На президентских выборах, прошедших 2 июля 2000 года, победу одержал представитель ПНД Висенте Фокс. Он набрал 42,5 % голосов. Кандидат от ИРП получил 36,1 %, третье место занял Куаутемок Карденас, получив 16,6 %. В палате депутатов ПНД набрала 223 мандата, тогда как ИРП — 211, а созданная в 1989 году Карденасом партия демократической революции (ПДР) — получила 66 мандатов; мэром столицы стал кандидат ПДР. Многолетняя монополия ИРП закончилась, а страна перешла к многопартийной системе.

## XXI век

### Революция кактусов

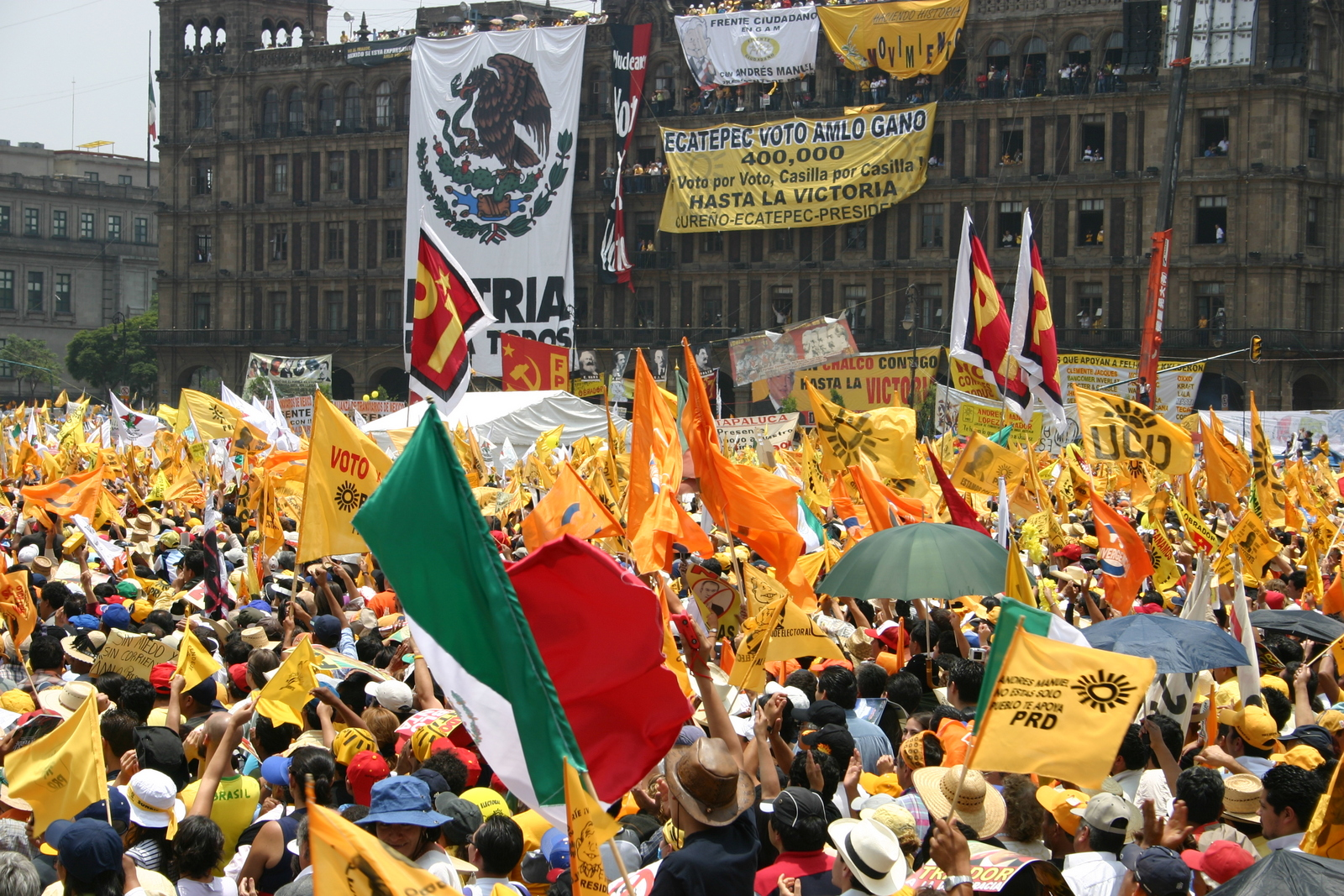
Акция в поддержку Обрадора

Висенте Фокс усилил американское направление в международных отношениях Мексики, предпринял попытку реформирования устаревших государственных институтов, боролся с коррупцией. Однако, администрации Фокса не удалось решить такие проблемы, как монополия крупнейших частных корпораций, установивших контроль над ключевыми отраслями, социальное расслоение, проблемы в отношениях правительства с бюрократизированными профсоюзами, находившимися под влиянием ИРП, острый конфликт с индейским населением, наркотрафик и организованная преступность, нелегальная эмиграция мексиканцев в США.
В 2006 году в Мексике прошли многотысячные акции протеста против результатов президентских выборов, на которых с отрывом менее чем в процент победил представитель ПНД Фелипе Кальдерон. Противник Кальдерона, лидер ПДР Андрес Мануэль Лопес Обрадор, отказался признавать поражение и обвинил власти в фальсификациях. Затем он стал требовать ручного пересчёта всех бюллетеней. Началась организация массовых протестов, демонстраций и акций гражданского неповиновения. 16 июля в Мехико прошла демонстрация, число участников которой составляло около 1 млн человек. Ещё одним способом выражения протеста стала блокада представителями оппозиции посольства Испании, продлившаяся несколько часов.
В субботу 16 сентября 2006 года, в день независимости Мексики, сторонники левых политических сил провозгласили своего лидера законным президентом страны. Это решение было принято на площади Сокало на собранном оппозиционерами национальном демократическом конвенте. 20 ноября, в годовщину начала Мексиканской революции 1910—1917 годов, участники альтернативных выборов провели церемонию присяги Лопеса Обрадора, который в ответной речи пообещал создавать новые рабочие места, защищать природные богатства страны и бороться с коррупцией.
Однако ещё 29 августа избирательный трибунал подтвердил официальные итоги выборов, и, несмотря на акции левоцентристов, Фелипе Кальдерон вступил в должность президента 1 декабря 2006 года сроком на шесть лет.

### Мировой финансовый кризис
В период мирового финансово-экономического кризиса Мексика сильно пострадала от глобальных потрясений. В 2009 году ВВП упал на 6,1 %, почти на четверть сократился оборот внешней торговли, заметно выросли государственный и внешний долги. Провалы американских финансовых и товарных рынков привели к тяжёлым социальным последствиям, а также заметно накалили политическую атмосферу.
Среди негативных последствий отмечены: сокращение доходов от продажи нефти и нефтепродуктов (одной из основных статей мексиканского экспорта) с 50,6 млрд долл. в 2008 году до 30,8 в 2009 году; падение поступлений в государственный бюджет с 23,6 % ВВП в 2008 году до 22,4 % в 2009 году, при этом дефицит бюджета составил 2,3 % ВВП, что стало худшим показателем с 1990 года; приток прямых иностранных инвестиций снизился с 29,7 млрд долл. в 2007 году до 25,9 в 2008 году и 15,5 в 2009 году; оценки Мексики международными рейтинговыми агентствами, такими как Ernst & Young и Standard & Poor’s, также понизились.
Правительство приняло масштабные антикризисные меры. Международные финансовые круги снова оказали Мексике беспрецедентно большую помощь, её объём только в 2009 году составил 77 млрд долл. (30 млрд выделила федеральная резервная система США и 47 млрд. — МВФ).
В 2010 году ВВП удалось увеличить на 5,4 %, а в 2011 году — на 3,8 %. 1 июля 2012 года, после 12-летнего перерыва, президентом страны вновь был избран кандидат от ИРП — Энрике Пенья Ньето (вступил в должность 1 декабря 2012 года), получивший 38,2 % голосов. Его политика, как и политика Висенте Фокса и Фелипе Кальдерона, вероятно, будет ориентирована на США.